# Le Caire
« Caire  » redirige ici. Pour les autres significations, voir Caire  (homonymie) et Gouvernorat du Caire.
Le Caire (en arabe : ٱلْقَاهِرَة / al-Qāhira, « La Victorieuse ») est la capitale de l'Égypte. Avec une population d'environ dix millions d'habitants, et de plus de 21 millions pour l'agglomération, elle est aussi la plus grande ville du pays et l'une des plus peuplées du continent africain. Selon une estimation de 2015, elle serait également la sixième agglomération du monde. Bien qu'Al-Qāhira soit le nom officiel en arabe égyptien, elle est plus souvent appelée Masr (le nom arabe égyptien de l'Égypte) ou el-Qahéra. Carrefour du Moyen-Orient et de l'Afrique situé en amont du delta du Nil, sur les rives du fleuve ainsi que sur quelques îles adjacentes, elle se trouve au nord du pays, à 178 km au sud-est d'Alexandrie et 127 km à l'ouest du canal de Suez. Les habitants du Caire sont appelés les Cairotes.
La région de Memphis a longtemps été un centre majeur de l'Égypte antique. Vers le IVe siècle, les Romains établissent la cité-forteresse de Babylone le long de la rive est du Nil. Dès la conquête de l'Égypte par les Arabes en 641, Al-Fustat devient un centre administratif et religieux. Les Fatimides, un califat musulman chiite, dirigé par Jawhar Al Siqili, venus d'Ifriqiya fondent le noyau urbain actuel, alors nommé Al-Mansûriyyah, pour en faire leur nouvelle capitale. Située sur la route des épices entre l'Europe et l'Asie, la ville connaît une longue période de prospérité : vers 1340, la population du Caire atteint un demi-million d'habitants, ce qui en faisait déjà l'une des plus grandes villes du monde arabe. La peste noire frappe toutefois la cité plus de cinquante fois entre 1348 et 1517. Sous l'Empire ottoman, la ville perd son statut de capitale au profit de Constantinople. Devenue capitale de l'Égypte moderne en 1922, elle connaît une forte poussée démographique et devient le centre politique et économique de l'Afrique du Nord et du monde arabe, abritant aujourd'hui un grand nombre de compagnies et d'organisations multinationales, dont la Ligue arabe.
La ville actuelle présente une grande diversité urbanistique et architecturale. Le centre historique de la ville comprend le Vieux-Caire (quartier copte où se trouvent la forteresse de Babylone et le musée copte) ainsi que le quartier islamique, classé au patrimoine mondial de l'humanité, où se trouvent la citadelle de Saladin et le grand souk (Khân al-Khalili). Le Caire compte de nombreuses mosquées, dont la mosquée Al-Azhar qui abrite l'une des plus anciennes universités au monde. Centre névralgique de la ville moderne, la place Tahrir est devenue l'emblème de la révolution égyptienne de 2011. À l'ouest se trouve la ville de Gizeh et la nécropole antique de Memphis, avec ses trois grandes pyramides, dont la pyramide de Khéops. Au sud, se trouve le site de l'antique ville égyptienne de Memphis.

## Étymologie
Le Caire est une francisation, à travers l'italien Il Cairo, du terme arabe Al-Qāhira, qui signifie « la conquérante » ou encore « celle qui nargue ou défait ». Ce nom vient du fait que la ville était une place forte qui nargue et défait (narguer = yahqar/ conquérant : al Nacer, ) l'ennemi. Deux autres théories incorrectes veulent l'une que le nom soit issu de Mars en arabe (el Marikh mais aussi connu chez les Arabes sous le nom de l'étoile victorieuse al najm el qahir) qui était à son zénith lors de la fondation de la ville en 969, l'autre, que le nom serait issu de la langue pharaonique, signifiant la terre de Rê. Les fortifications de la ville furent édifiées par le général Jawhar qui avait conquis la ville pour le compte des califes fatimides restés à Mahdia (l'actuelle Tunisie). La famille fatimide vint s'établir en Égypte avec le calife Al-Muʿizz li-Dīn Allāh en 973 et résida à al-Qâhira jusqu'à leur chute en 1171. Cependant les Fatimides ont fondé leur forteresse au nord de Fostat, l'ancienne place forte arabe, sans avoir à la défaire ou la « narguer ».

## Histoire

### Premiers peuplements

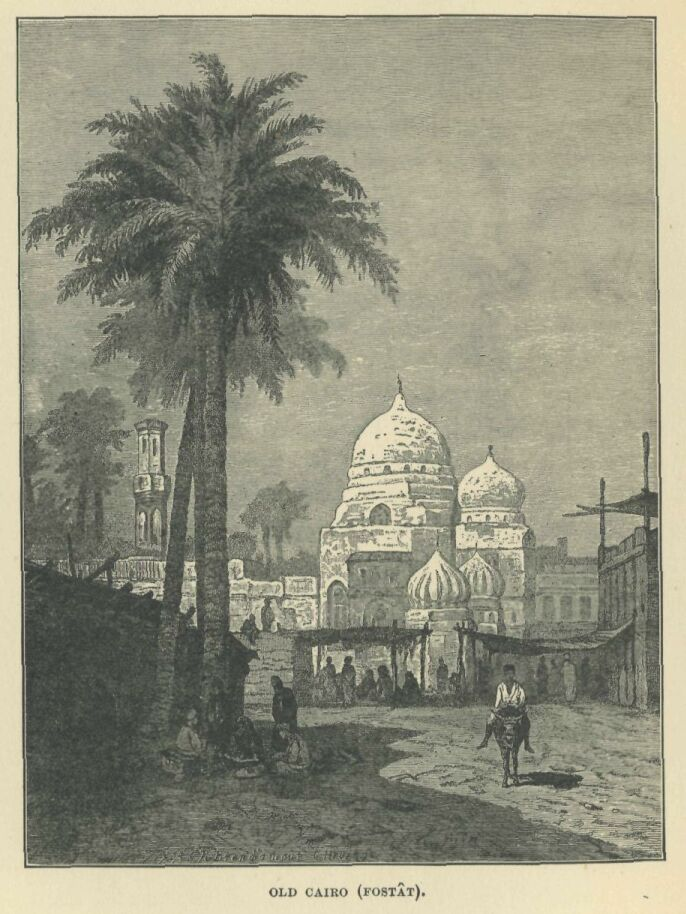
Une représentation de Fostat tirée de Histoire de l'Égypte par A. S. Rappoport.

La région autour du Caire contemporain, particulièrement Memphis, a longtemps été un centre majeur de l'Égypte antique grâce à sa situation stratégique en amont du delta du Nil. Cependant, les origines de la ville moderne sont généralement reliées à une série de peuplements pendant le premier millénaire de notre ère. À l'aube du IVe siècle, alors que Memphis perdait continuellement de son importance, les Romains établissent une cité-forteresse le long de la rive est du Nil. Cette forteresse, connue sous le nom de Babylone, reste le plus vieil édifice de la ville. Elle est également située au cœur de la communauté copte orthodoxe d'Égypte, qui se sépara des Églises romaine et byzantine à la fin du IVe siècle.
Les musulmans, venus d'Arabie, dans un grand mouvement de conquêtes, conquièrent l'Égypte en 641. Après avoir pris Péluse, au nord-est du delta du Nil, conduits par le commandant Amr ibn al-As, ils font le siège de la forteresse de Babylone. Dès avant la fin de cette bataille, les musulmans s'installent au pied de la forteresse dans un grand campement qu'ils appellent Fostat. À la demande du Calife Omar, la capitale égyptienne n'est plus Alexandrie, comme c'était le cas sous les Byzantins, mais cette nouvelle ville. La première mosquée d'Égypte y est fondée et prend le nom du commandant : mosquée Amr ibn al-As. Fustât devient un centre régional pour l'islam, sur les plans intellectuel et religieux, mais aussi administratif. Quand les Abbassides renversent les Omeyyades en 750, ils déplacent la capitale d'Égypte vers le nord et fondent Al-Askar (en), une petite ville formée de concessions pour l'armée (Al-Asker signifiant camp militaire en arabe). En 868, un des gouverneurs abbassides, Ahmed Ibn Touloun, fait sécession et fonde sa propre capitale (toujours sur le modèle d'une cité concessionnaire) Al-Qattâ'i (en). C'est le début de la brève dynastie des Toulounides. Cependant, ni Al-Askar ni Al-Qatâ'i‘ n'atteignent le prestige ou l'importance de Fustât. En effet, Al-Askar et Fustât se fondent l'une dans l'autre dès la fin du IXe siècle, et, hormis la mosquée d'Ibn Touloun qui existe encore de nos jours, Al-Qata'i‘ est détruite par les Abbassides quand ils reprennent l'Égypte par conquête en 905. Avec cette deuxième conquête, Fustât (Fostat) redevient la capitale égyptienne.

### Fondation et expansion
En 969 la ville d'Al-Fustat (Fustât/Fostat) est renommé Le Caire.
En 969, menées par le Fatimide général Sicilien Jawhar Al Siqili (littéralement « Le Joyau Sicilien »), les armées de la dynastie chiite des Fatimides composée de troupes de petite Kabylie les Kotama, conquièrent l'Égypte et s'établissent dans une nouvelle cité-forteresse, en construisant des fortifications autour de trois petits bourgs préexistants au nord de Fustât (l'ancienne capitale arabe de l'Égypte, fondée en 642). La construction de la forteresse et des remparts dure quatre ans : il est initialement prévu de la nommer al-Manṣūriyyah (« La Victorieuse » en arabe, terme souvent usité dans le monde musulman s'agissant des cités royales ou impériales nouvellement fondées comme « Madinat Al Mansour » pour Baghdad abasside, « Al-Mansourah » pour Tlemcen en Algérie), mais elle sera notée « al-Qâhira » : Une légende raconte que des cordes munies de clochettes avaient été placées là où les astronomes observaient le ciel pour déterminer le moment le plus favorable pour démarrer les travaux et commencer à édifier la muraille qui délimiterait la nouvelle ville. Mais des corbeaux se posèrent sur les cordes, firent tinter les clochettes et les travaux démarrèrent alors que la planète Mars était à son zénith. Le nom « al-Manṣūriyyah », aurait donc été abandonné au profit de « al-Qâhira » (la Martiale).
Al-Qahira aurait pu être la transcritption altérée de Al-Qadira s'agissant effectivement de la fondation d'une forteresse destinée à être baptisée « al mansouryyah » (la Victorieuse) plutôt que Al-Qahira pour Mars, alors que le nom de l'astre le plus répandu en arabe est Al-Merrikh, ou Al-Qahira pour désigner la victorieuse, au lieu du terme le plus répandu qui est « al mansourah » (la narguante) ; occurrence en toponymie alors inexistante, sachant la forteresse fatimide victorieuse, bien plus au nord que l'ancienne capitale arabe Fostat.
Al-Qahira devient alors la nouvelle capitale de tout le califat fatimide. Après les murailles, Jawhar fait édifier la mosquée Al-Azhar, une des plus anciennes université au monde. Quand le calife Al-Muʿizz li-Dīn Allāh arrive depuis l'ancienne capitale fatimide Mahdia en 973, la cité abrite la cour dans de somptueux complexes palatins, et les troupes, qui reçurent, par groupes ethniques, des concessions : les hâra-s.
Pendant trois siècles (642–969), de la conquête de l'Égypte par les musulmans jusqu'à l'arrivée des Fatimides, le centre administratif de l'Égypte est Fustât. En 969, le centre de gravité bascule et al-Qâhira qui abrite désormais la cour, l'armée, le gouvernement et ses différents ministères (dîwân-s) alors que Fustât demeure un centre économique qui prospère, les Fatimides y faisant transiter le commerce de la soie depuis la mer Rouge, ré-embarqué via les bras du Nil à proximité vers Alexandrie où les attendent les marchands Européens.
Mais la période est aussi celle des croisades, et Amaury Ier, roi du royaume de Jérusalem, arrive aux portes du Caire (à cette période, l'ensemble Fustât-al-‘Askar-al-Qatâ'i‘-al-Qâhira) en 1168. Pour ne pas risquer de tout perdre sous les coups des croisés, les Fatimides, à l'instigation du vizir Shawar, mettent le feu à Fustât, et la population se réfugie dans la cité-fortersse proprement dit, al-Qâhira. Peu après, en 1169, craignant que les croisés ne reviennent attaquer Le Caire, les Fatimides font appel à Shirkuh, un prince de la famille ayyubide, régnant sur une principauté de Syrie. Les croisés se retirent d'Égypte sans combattre, et Shirkuh devient vizir des Fatimides en 1169, mais il est assassiné et son jeune neveu, Saladin, le remplace à ce poste. Lorsque le dernier des califes fatimides, Al-Adid, meurt, en 1171, Saladin prend le titre de sultan, c'est le début de la dynastie des Ayyoubides.

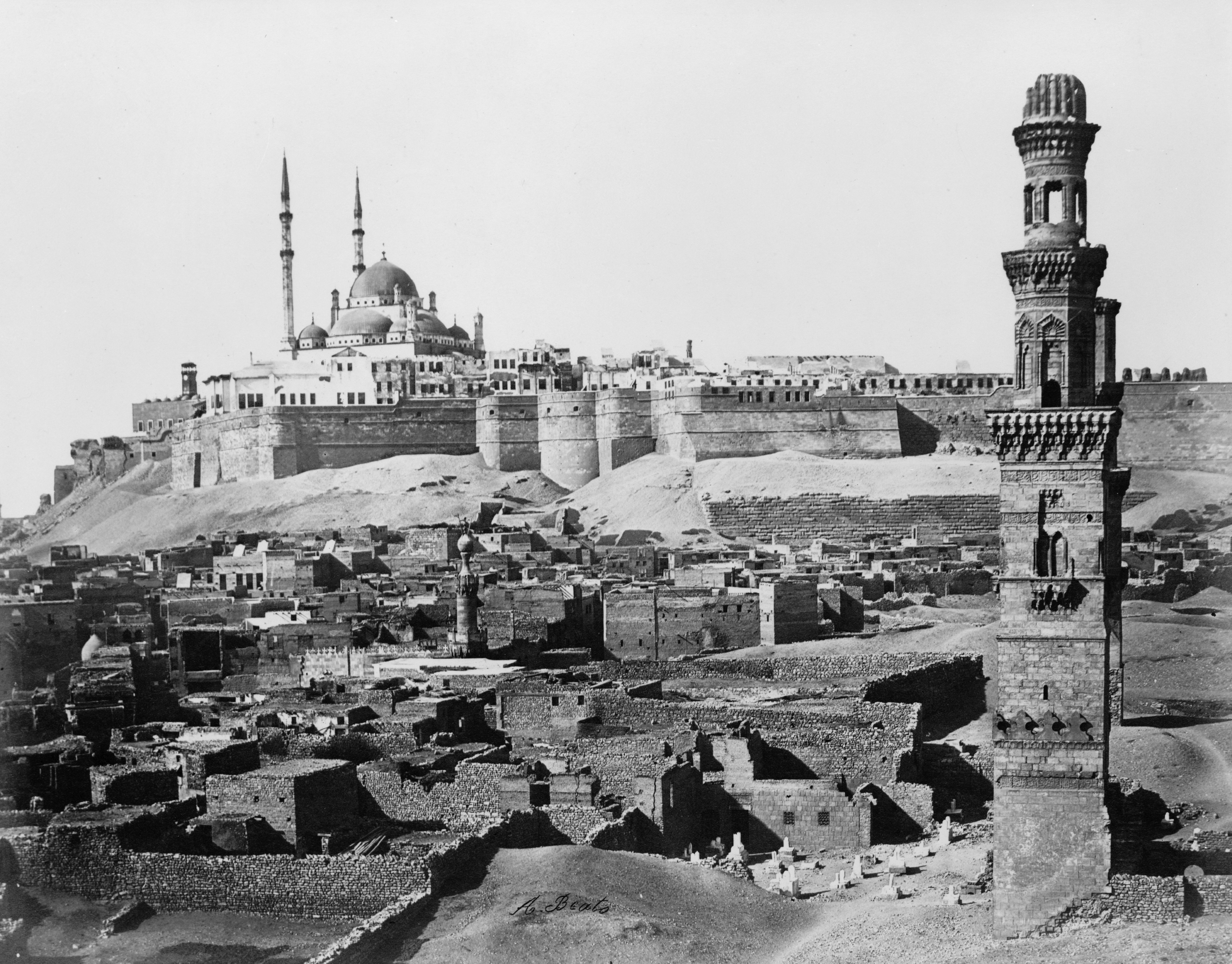
La citadelle du Caire. Saladin délaisse al-Qâhira comme centre du gouvernement, et fait construire, sur les hauteurs à l'est du Caire, à mi-chemin entre Fustât et al-Qâhira, une citadelle qui fut le siège du gouvernement jusqu'au XIXe siècle.

 Dominant Le Caire, elle fut le siège du pouvoir politique jusqu'au XIXe siècle.
Saladin rétablit le sunnisme en Égypte et fait faire la prière au nom du califat des Abbassides de Bagdad.
En 1250, lors de la VIIe croisade, le sultan ayyubide Tûrân Châh, se montre incapable de défendre l'Égypte et ce sont ses esclaves militaires, les Mamelouks, qui remportent la bataille et font Louis IX (Saint Louis) prisonnier. À la suite de ce succès militaire, et à celui qui leur permit de repousser les Mongols de Gengis Khan (1260, bataille d'Aïn Djalout, au nord de la Syrie), ils gardent le pouvoir et établissent le sultanat mamelouk. Continuant l'œuvre architecturale et urbanistique inaugurée par les Ayyubides, sur l'emplacement des anciens palais fatimides, en ruine dès la fin de la dynastie chiite, ils réurbanisent le centre d'al-Qâhira en construisant de nombreux monuments. Tout en développant les infrastructures du centre de la ville (le quartier commercial et artisanal du Khân al-Khalîlî, par exemple, grâce à l'institution musulmane des waqf-s, les Mamelouks développent la ville du Caire dans de nombreuses directions. Le Caire continue à être le grand centre de transmission du savoir, et des étudiants de l'ensemble du monde musulman continuent à fréquenter la madrasa al-Azhar. Le commerce des épices entre l'Europe et l'Asie, qui transitait par l'Égypte assure une période de prospérité et, vers 1340, la population du Caire atteint un demi-million d'habitants, ce qui en fait la plus grande ville du monde, à l'ouest de la Chine. Mais les ravages de la peste noire dans la deuxième moitié du XIVe siècle, conjugués à des années de mauvaises récoltes, à la pénurie du Trésor consécutive aux guerres incessantes (contre les Mongols : Tamerlan ravage Damas en 1400, puis contre les Ottomans : chute de Constantinople en 1453), et aux rentrées insuffisantes du commerce international (les Portugais ont découvert la route maritime de l'Inde en doublant le cap de Bonne-Espérance), permettent aux Ottomans d'anéantir la dynastie mamelouke. La Syrie est prise en 1516, l'Égypte en 1517 et Le Caire redevient une capitale provinciale, la capitale de l'Égypte, province de l'Empire ottoman, gouverné depuis Constantinople.

### Stagnation et domination ottomane

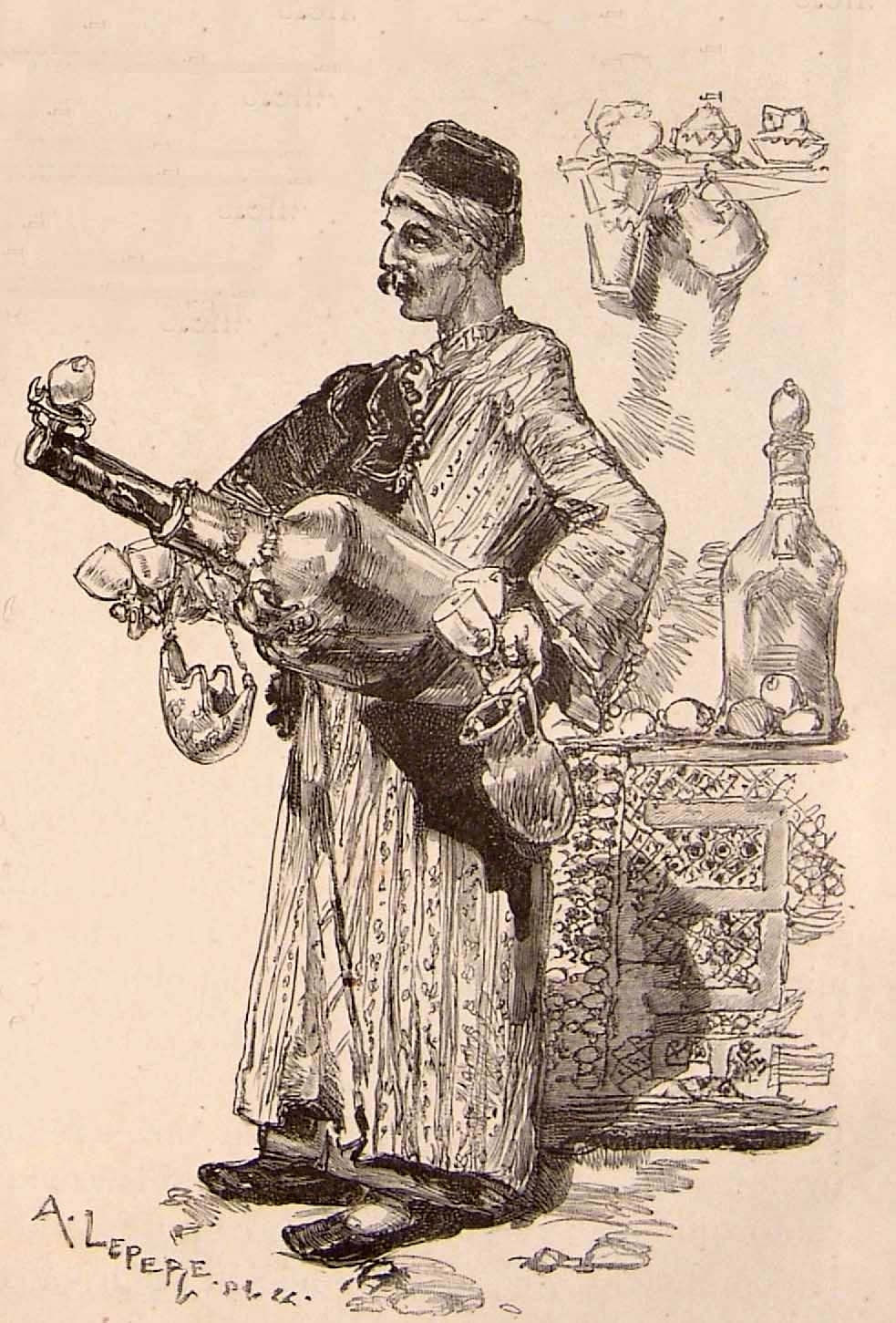
Porteur d'eau (v. 1889)

Bien que Le Caire soit préservé de la stagnation connue par l'Europe à la fin du Moyen Âge, la ville ne peut éviter la peste noire qui frappe la cité plus de cinquante fois entre 1348 et 1517. Au cours des premières vagues, qui furent les plus meurtrières, près de 200 000 personnes périssent à cause de l'épidémie et, en conséquence, à l'aube du XVe siècle la population du Caire n'est plus qu'entre 150 000 et 300 000 individus. Le statut de la ville est encore plus affaibli après que Vasco de Gama découvre une nouvelle route maritime autour du cap de Bonne-Espérance, évitant ainsi aux commerçants en épices de passer par Le Caire.

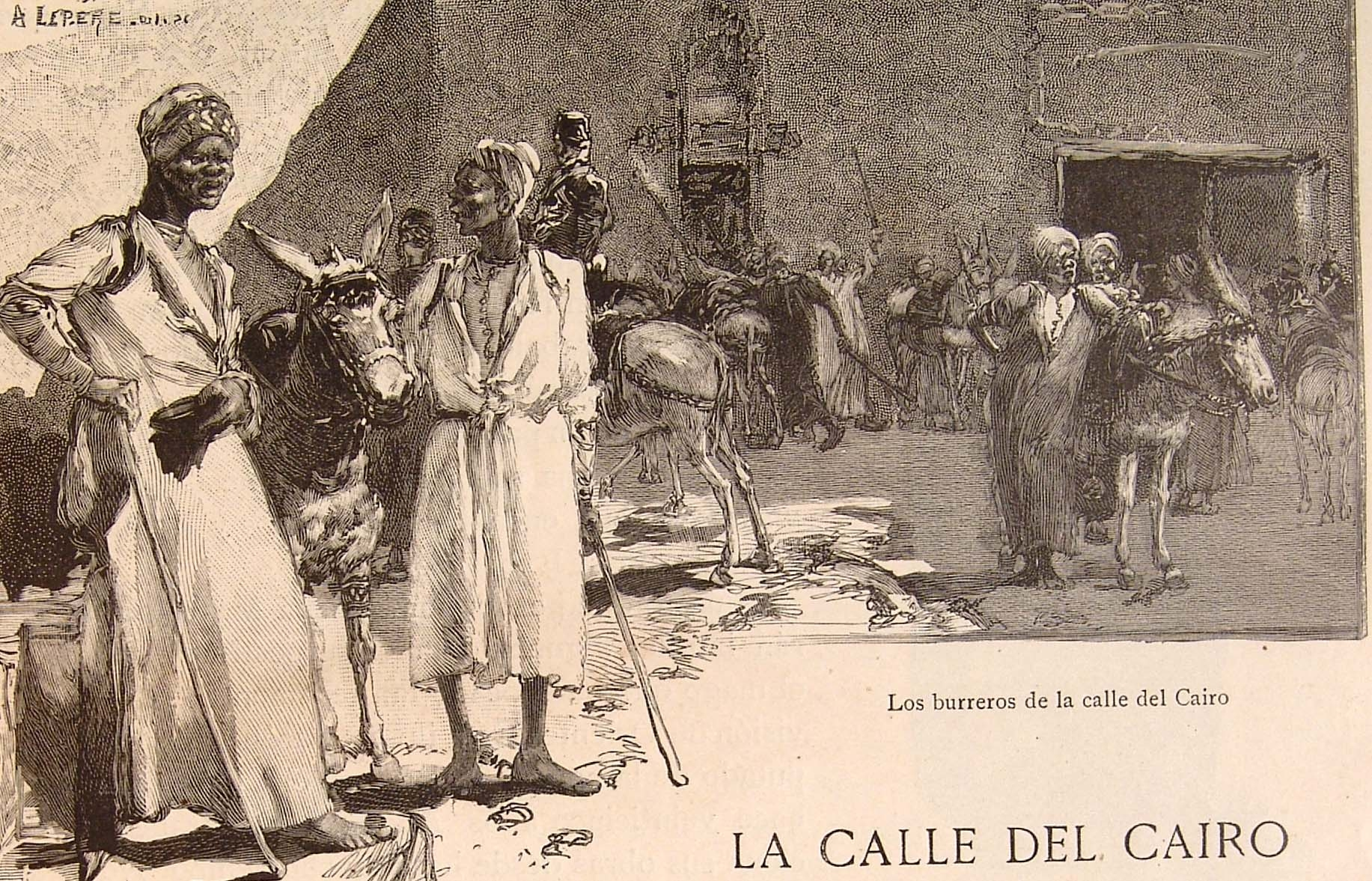
Rue du Caire (1889)

Le rôle politique du Caire est encore diminué de façon importante après que les Ottomans supplantent les Mamelouks dans la domination de l'Égypte, en 1517. Dirigeant depuis Constantinople, le sultan Sélim Ier relègue l'Égypte au rang de simple province, Le Caire demeurant sa capitale. Pour cette raison, l'histoire du Caire sous la domination ottomane est souvent décrite comme insignifiante, surtout par rapport aux autres périodes de son histoire,. Cependant, durant les XVIe et XVIIe siècles, Le Caire demeure un centre économique et culturel majeur. Bien que n'étant plus sur la route des épices, la ville facilite les échanges de café yéménite et de textile indien, notamment vers l'Anatolie, l'Afrique du Nord et les Balkans. Les marchands cairotes sont indispensables concernant l'approvisionnement du Hedjaz, surtout pendant le Hajj annuel à La Mecque,. C'est à cette époque que l'université al-Azhar atteint un certain prestige – toujours d'actualité aujourd'hui – parmi les universités islamiques,.
Sous la domination des Ottomans, Le Caire s'étend vers le sud et l'ouest de son cœur, autour de la citadelle de Saladin. La ville est la deuxième plus grande de l'empire, derrière Constantinople uniquement et, bien que l'immigration ne constitue pas la première source du Caire en termes de croissance démographique, à la fin du XVIIIe siècle, 20 % de sa population est constituée de minorités religieuses et d'étrangers originaires d'espaces méditerranéens. Pourtant, quand Bonaparte arrive au Caire en 1798, la population de la ville est inférieure à 300 000 habitants, soit inférieure de 40 % à ce qu'elle était à l'apogée de la dynastie des Mamelouks au milieu du XIVe siècle,.
L'occupation française est de courte durée ; en effet, les forces britanniques et ottomanes, comprenant un important contingent albanais, reprennent le pays en 1801. Les Britanniques quittent l'Égypte deux ans plus tard, laissant les Ottomans, les Albanais et les Mamelouks, affaiblis de longue date, se disputer le contrôle du pays,. Une guerre civile permet à un Albanais, Méhémet Ali, de prendre le pouvoir en 1805.

### Jusqu'à nos jours

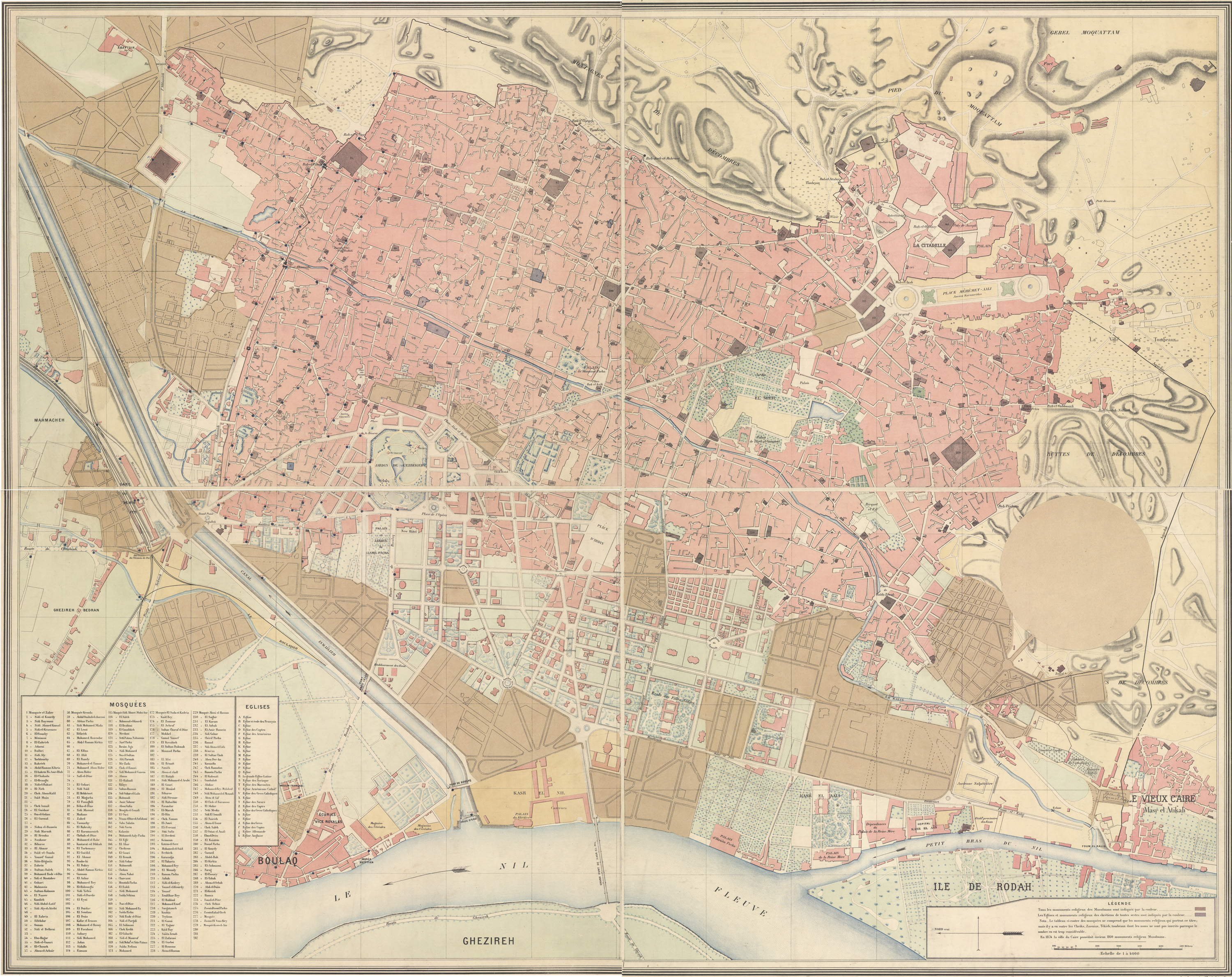
Plan général de la ville du Caire, 1874

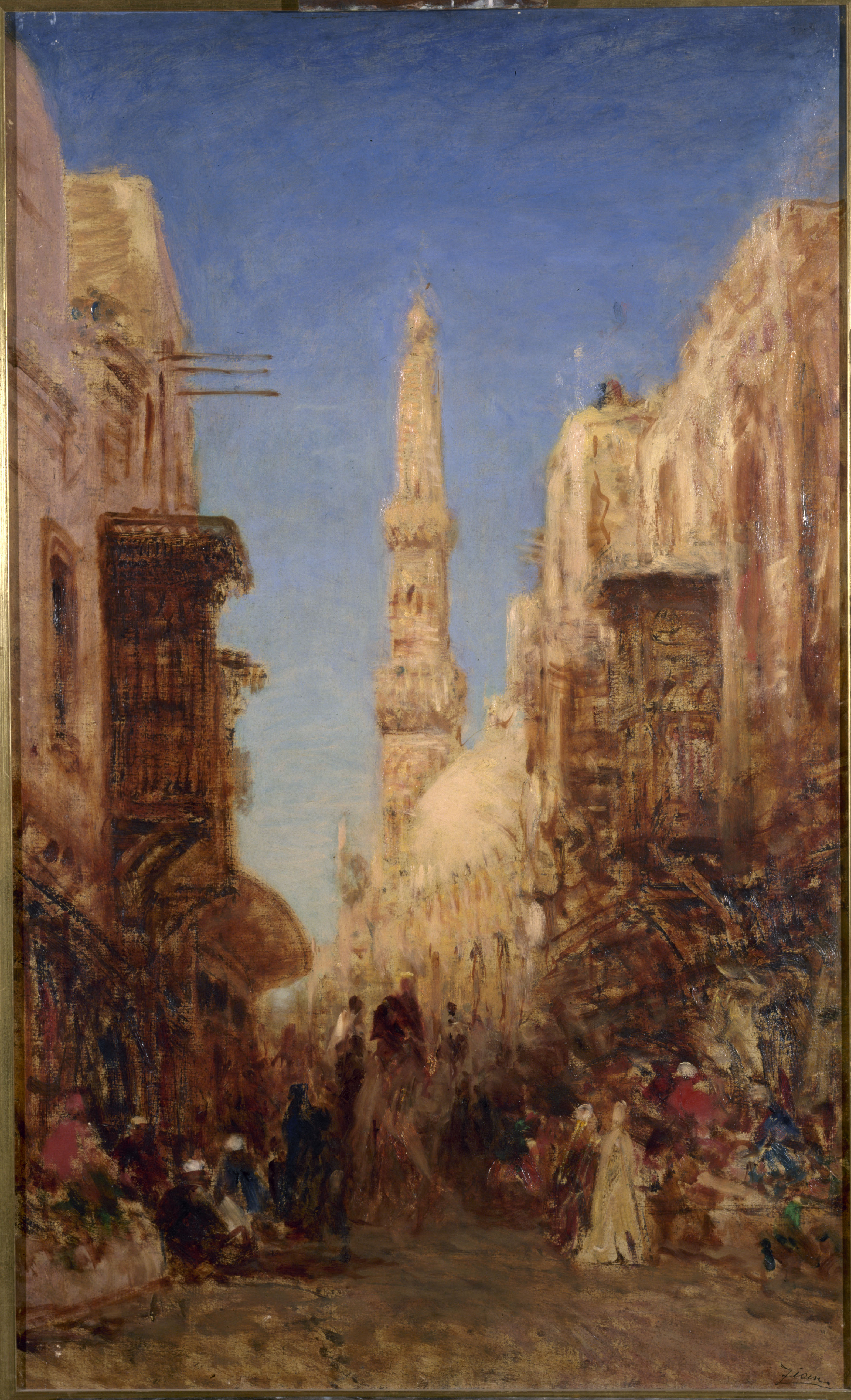
Rue du vieux Caire
Félix Ziem, 1885-1890
Petit Palais, Paris

Jusqu'à sa mort en 1848, Méhémet Ali lance un certain nombre de réformes économiques et sociales importantes, qui lui confèrent le titre de fondateur de l'Égypte moderne,. Cependant, bien qu'il soit à l'origine de la construction de nombreux édifices publics au Caire, ces réformes ont peu d'impact sur le paysage de la ville. Des changements plus significatifs sont apportés au Caire sous le règne d'Ismaïl Pacha (de 1863 à 1879), qui continue l'effort de modernisation de la ville initié par son grand-père. S'inspirant notamment de Paris, Ismaïl a comme objectif une ville aux larges avenues. Cependant, à cause de contraintes budgétaires, seule une partie des projets qu'il lance ont abouti, dans ce qui constitue aujourd'hui le quartier d'affaires du Caire. Ismaïl tente également de moderniser la ville en établissant un ministère des Travaux publics et en assurant l'approvisionnement en gaz naturel et l'éclairage de la ville. Il est également à l'origine de la création d'un théâtre et d'un opéra,.

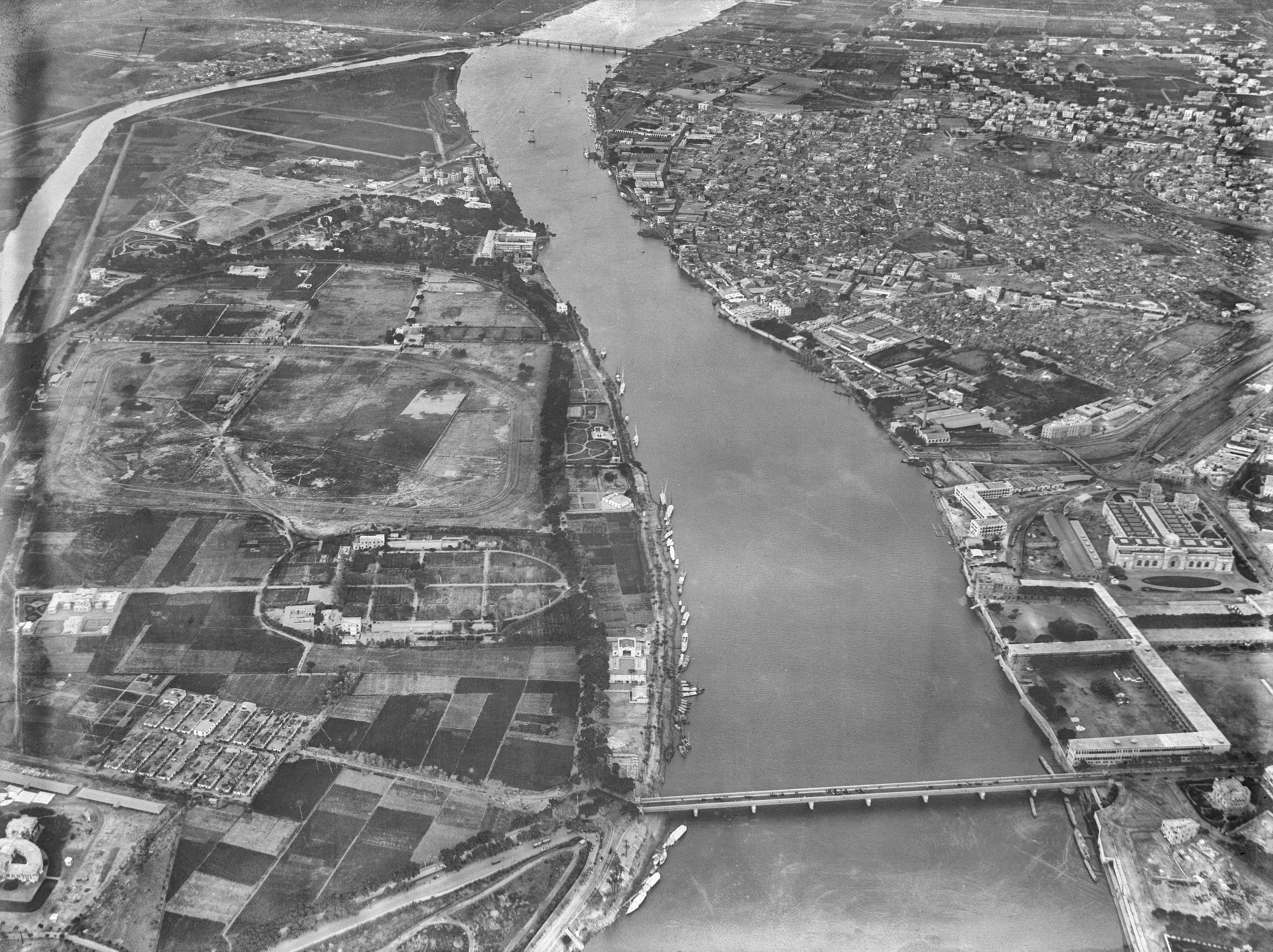
Le Caire en 1904

Le Caire en 1967

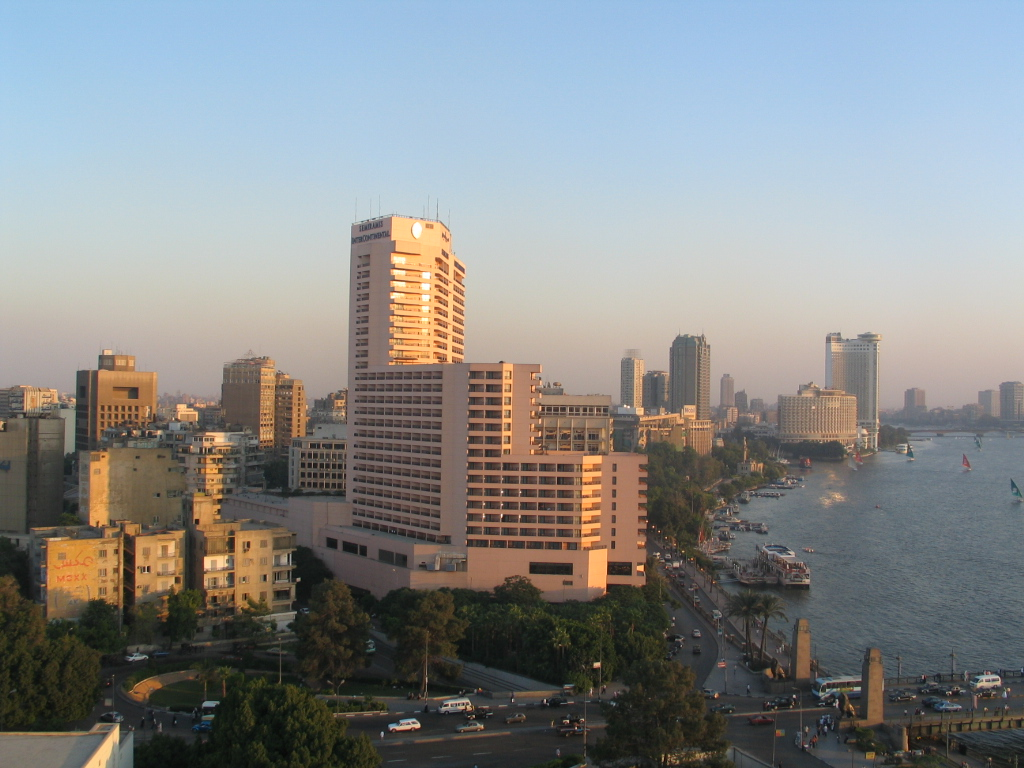
Aujourd'hui, la rive est du Nil accueille nombre d'immeubles, au centre du Caire.

La dette colossale qui résulte des projets d'Ismaïl procure un prétexte aux Européens pour augmenter leur contrôle, qui culmine en 1882 avec l'invasion britannique. Le centre économique de la ville se déplace rapidement vers le Nil, à l'opposé du vieux Caire islamique et vers les quartiers plus européens construits par Ismaïl,. À la fin du XIXe siècle, les Européens, qui occupaient par ailleurs la plupart des postes de la haute fonction publique, représentent 5 % de la population cairote.

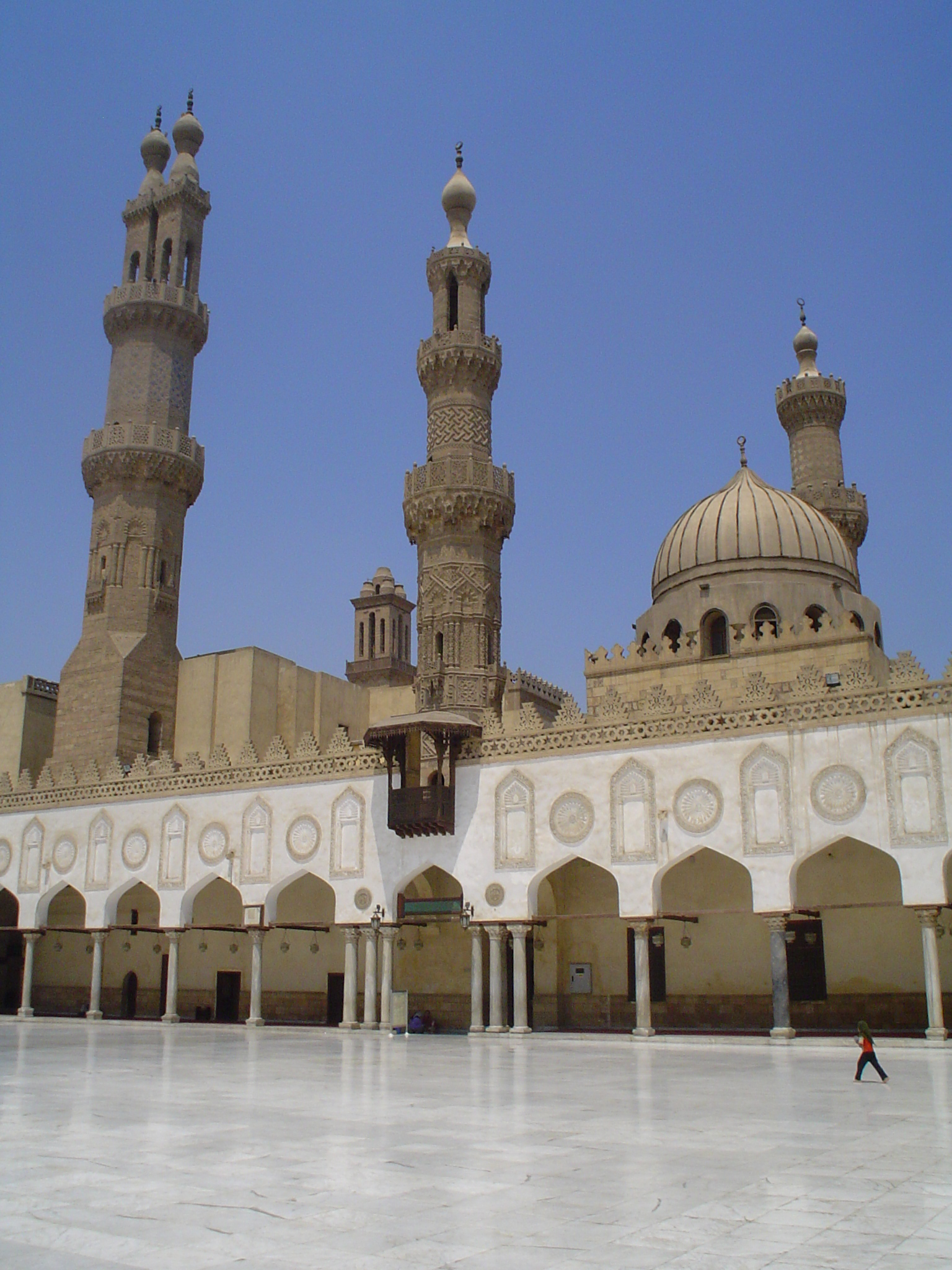
L'université al-Azhar.

L'occupation britannique, qui était censée être temporaire, dure finalement jusqu'au XXe siècle. Des nationalistes organisent un mouvement massif de manifestations au Caire en 1919, cinq ans après que l'Égypte est déclarée protectorat britannique. Cependant, bien que ceci provoque l'indépendance de l'Égypte en 1922, des troupes britanniques restent dans le pays jusqu'en 1956. Pendant ce temps, la partie urbaine du Caire connait un effort important de construction de nouveaux ponts et de développement de son infrastructure de transport. Entre 1882 et 1937, la population du Caire triple — de 347 000 à 1,3 million — et sa superficie passe de 1 000 hectares à 16 300 hectares.
Les Britanniques quittent Le Caire à la suite de la révolution égyptienne de 1952, mais la croissance rapide de la ville ne montre aucune faiblesse. Un contrôle plus rigoureux exercé sur le Nil engendre le développement de l'île de Gezira. La métropole commence à s'étendre dans l'espace fertile du delta du Nil.
Malgré les efforts du gouvernement pour limiter la croissance démographique du Caire, sa population a doublé depuis les années 1960, atteignant désormais près de sept millions d'habitants (auxquels il faut rajouter les dix millions d'individus vivant au sein de son unité urbaine). De plus, Le Caire s'est établi comme le centre politique et économique de l'Afrique du Nord et du monde arabe, abritant aujourd'hui nombre de compagnies et d'organisations multinationales, comme la Ligue arabe.
L'urbanisme des deux dernières décennies du régime d'Hosni Moubarak est largement déficient : la construction de quartiers modernes dans le désert pour les classes aisées est très vigoureusement soutenue, y compris financièrement, par les pouvoirs publics. La construction de logements pour les classes populaires est délaissée, et les quartiers centraux sont abandonnés : la qualité de vie déjà médiocre est encore dégradée par les conséquences délétères de la privatisation des services publics. Les classes populaires, abandonnées, construisent elles-mêmes leurs logements, sur les terres agricoles, en front de Nil, parfois dans des endroits dangereux. Dans ces quartiers, les services urbains sont assurés par les habitants : réseaux d'électricité et d'eau, évacuation des ordures. Les habitants vivent en plus sous la menace constante (au moins jusqu'à la révolution) de la démolition. L'opération « Grand Caire 2050 » menace ainsi les quartiers d'Imbaba, bordé par le Nil et situé en plein centre du Caire face à l’île de Zamalek, et de Nezlet al Semman, près des pyramides. Leurs habitants sont parmi les premiers à manifester lors de la révolution de 2011.
Un attentat a lieu dans la ville le 4 août 2019.
Le projet de nouvelle capitale d'Égypte propose de déplacer la capitale politique d'Égypte à l'est du Caire.

## Géographie
| Le Caire |

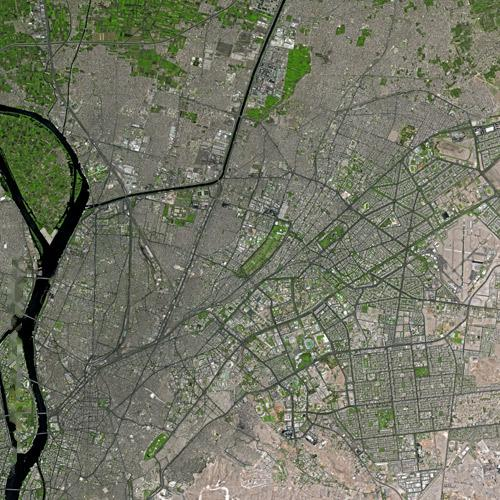
Le Caire vu par le satellite Spot.

La ville du Caire se situe sur la rive est du Nil ainsi que sur quelques îles adjacentes, dans le nord de l'Égypte, symbolisant le sud où la rivière quitte la vallée limitrophe du désert pour se diviser en deux bras dans la basse région du delta du Nil.
La plus ancienne partie de la ville se trouve essentiellement à l'est du fleuve. La ville s'est peu à peu déployée vers l'ouest, englobant les terres cultivables autour du Nil. Ces quartiers ouest, bâtis sur le modèle de la ville de Paris par Ismaïl Pacha le Magnifique au milieu du XIXe siècle, sont caractérisés par de larges boulevards, des jardins publics et de nombreux espaces ouverts. La vieille ville à l'est est très différente : sa croissance plus hasardeuse qu'ordonnée en a fait un endroit riche de petites ruelles et de vieux habitats surpeuplés. Alors que Le Caire de l'ouest concentre les bâtiments officiels et une architecture moderne, la moitié Est se révèle, quant à elle, riche de centaines de vieilles mosquées, véritable patrimoine historique.
Le système d'alimentation en eau étendu de la ville lui permet de s'ouvrir à l'est, dans le désert. De nombreux ponts relient à la terre ferme les îles de Gezira et de Roda où se trouvent de nombreux bâtiments du gouvernement. D'autres ponts au-dessus du Nil rattachent la ville aux banlieues de Gizeh et d'Imbalah.
À l'ouest, au milieu du désert, se trouve la ville de Gizeh qui tire son nom du plateau sur lequel elle s'étend. Elle englobe l'ancienne nécropole de Memphis, célèbre pour ses trois grandes pyramides dont la grande pyramide de Khéops. Le site de l'antique Memphis se trouve approximativement à 18 km au sud du Caire, à proximité immédiate de la nécropole de Saqqarah et de la banlieue d'Helwan.

### Climat

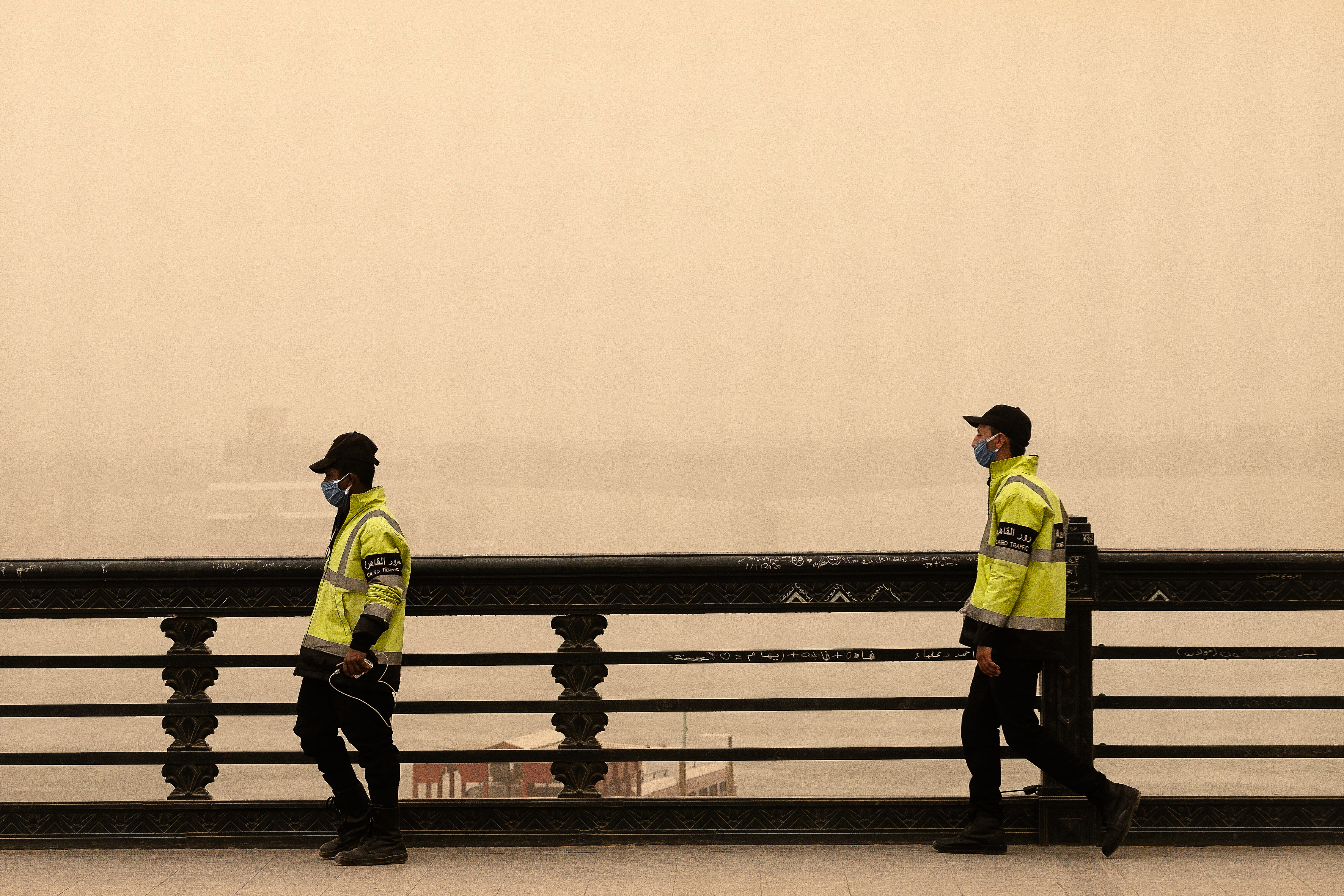
Tempête de sable en avril 2020.

Le Caire possède un climat désertique chaud (classification de Köppen BWh) comme le reste de l'Égypte avec cependant quelques nuances. La mer Méditerranée modère et atténue beaucoup les températures maximales en été et y est responsable d'une humidité abondante tout au long de l'année. Les précipitations moyennes annuelles sont extrêmement faibles, avec environ 25 mm. La sécheresse y est encore plus extrême en été, où l'on n'enregistre pratiquement aucune précipitations entre mai et octobre. Les très rares pluies tombent en hiver. À cause de l'influence modératrice de la mer, les températures maximales moyennes tournent autour de 42 °C en été mais redescendent à environ 19 °C en hiver alors que les températures minimales moyennes tournent autour de 22 °C en été mais redescendent à près de 9 °C en hiver. Le ciel y est dégagé et clair tout au long de l'année surtout aux intersaisons et en été et les journées couvertes restent rares.
| Mois                              | jan. | fév. | mars | avril | mai  | juin | jui. | août | sep. | oct. | nov. | déc. | année |
| --------------------------------- | ---- | ---- | ---- | ----- | ---- | ---- | ---- | ---- | ---- | ---- | ---- | ---- | ----- |
| Température minimale moyenne (°C) | 9    | 9,7  | 11,6 | 14,6  | 17,7 | 20,1 | 22   | 22,1 | 20,5 | 17,4 | 14,1 | 10,4 | 15,8  |
| Température moyenne (°C)          | 13,6 | 14,9 | 16,9 | 21,2  | 24,5 | 27,3 | 27,7 | 27,6 | 26   | 23,3 | 18,9 | 15   | 21,38 |
| Température maximale moyenne (°C) | 18,9 | 20,4 | 23,5 | 28,3  | 32   | 37   | 40   | 35,1 | 33,6 | 29,2 | 24,8 | 20,3 | 27,8  |
| Précipitations (mm)               | 5,8  | 3,8  | 3,8  | 1,1   | 0,5  | 0,1  | 0    | 0    | 0    | 0,7  | 3,8  | 5,9  | 24,7  |

### Démographie
Depuis 1950, l'évolution démographique de Le Caire a été :
| 1950      | 1960      | 1970      | 1980      |
| --------- | --------- | --------- | --------- |
| 2 493 514 | 3 680 160 | 5 584 507 | 7 348 778 |

| 1990      | 2000       | 2010       | 2019       |
| --------- | ---------- | ---------- | ---------- |
| 9 892 143 | 13 625 565 | 16 899 015 | 20 484 965 |

| Histogramme de l'évolution démographique de Le Caire |            |
| \| 1950 \| 2 493 514 \| \| 1960 \| 3 680 160 \| \| 1970 \| 5 584 507 \| \| 1980 \| 7 348 778 \| \| 1990 \| 9 892 143 \| \| 2000 \| 13 625 565 \| \| 2010 \| 16 899 015 \| \| 2019 \| 20 484 965 \| |            |
| 1950 | 2 493 514  |
| 1960 | 3 680 160  |
| 1970 | 5 584 507  |
| 1980 | 7 348 778  |
| 1990 | 9 892 143  |
| 2000 | 13 625 565 |
| 2010 | 16 899 015 |
| 2019 | 20 484 965 |

## Infrastructures et services

### Santé
Le Caire, ainsi que la ville voisine de Gizeh sont considérées comme le plus grand centre de traitement médical d'Égypte, et sauf dans certains cas, possèdent la meilleure qualité de soins du pays. Parmi les établissements hospitaliers, on peut citer l'hôpital international El-Salam, Maadi (le plus grand hôpital privé du pays avec trois cent cinquante lits), l'hôpital universitaire Ain Shams, l'hôpital Dar El Fouad ainsi que l'hôpital Kasr El Aini près du centre-ville.

### Enseignement
Le Caire a longtemps été un centre éducatif, non seulement à l'échelle de l'Égypte, mais aussi pour l'ensemble du monde arabe. Aujourd'hui, Le Caire abrite de nombreux services gouvernementaux pour l'éducation et connaît le nombre d'écoles et d'universités le plus haut du pays.

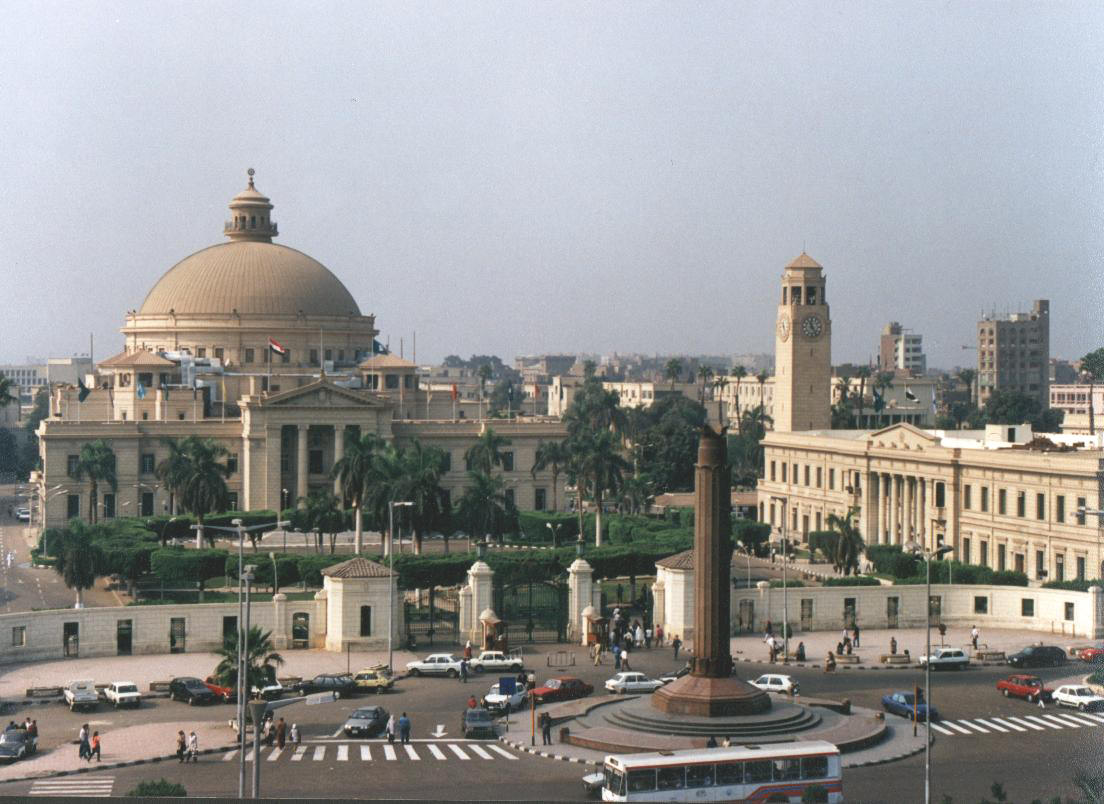
Université du Caire.

| Université                     | Date de fondation |
| ------------------------------ | ----------------- |
| Université al-Azhar            | vers 970          |
| Université du Caire            | 1908              |
| Université américaine au Caire | 1919              |
| Université de Helwan           | 1975              |
| Université française d'Égypte  | 2002              |

### Transports

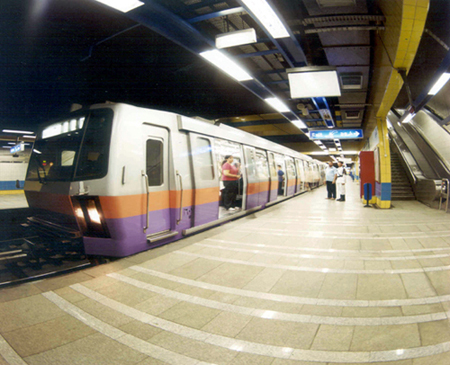
Le métro du Caire.

Deux routes transafricaines se croisent au Caire:
1. Transafricaine 1, Le Caire - Dakar
2. Transafricaine 4, Le Caire - Le Cap

Un réseau routier intense relie Le Caire aux autres villes et villages égyptiens. Une nouvelle rocade contourne la périphérie de la ville. Les ponts sont nombreux, comme le pont du 6-Octobre, qui permet de traverser la ville rapidement, en dehors des heures de pointe. Les transports routiers sont facilités par les véhicules de tourisme, les taxis, les bus privés ainsi que les minibus.
Les transports du Caire comprennent un large réseau routier, le métro du Caire, un réseau de tramway, des lignes ferroviaires de banlieues, le métro léger du Caire, la gare Ramsès et des services maritimes. Le trafic cairote est réputé pour être oppressant et encombrant. Le 25 octobre 2009 deux trains de passagers entrent en collision près de Gizeh, à la sortie du Caire. Les journaux locaux évoquent au moins vingt-cinq morts.
Le métro est un moyen rapide et efficace de se déplacer au sein du Caire, bien qu'il soit bondé aux heures de pointe. Deux voitures par train (les quatrième et cinquième) sont réservées aux femmes, bien que celles-ci puissent aussi voyager dans n'importe quelle autre voiture.
En août 2017, le ministère égyptien du Transport signe un accord avec les groupes chinois « Avic International » et « China Railway Engineering Corporation » pour la construction d’un réseau ferroviaire léger (tramway à grande vitesse) d’un coût total de 1,24 milliard de dollars dans les nouveaux districts qui entourent le Caire.
La ville est reliée en transport aérien avec les 
- aéroport international du Caire
- aéroport internatinonal de la Capitale (Égypte) (en)
- aéroport internatinonal du Sphinx (en)

### Sports

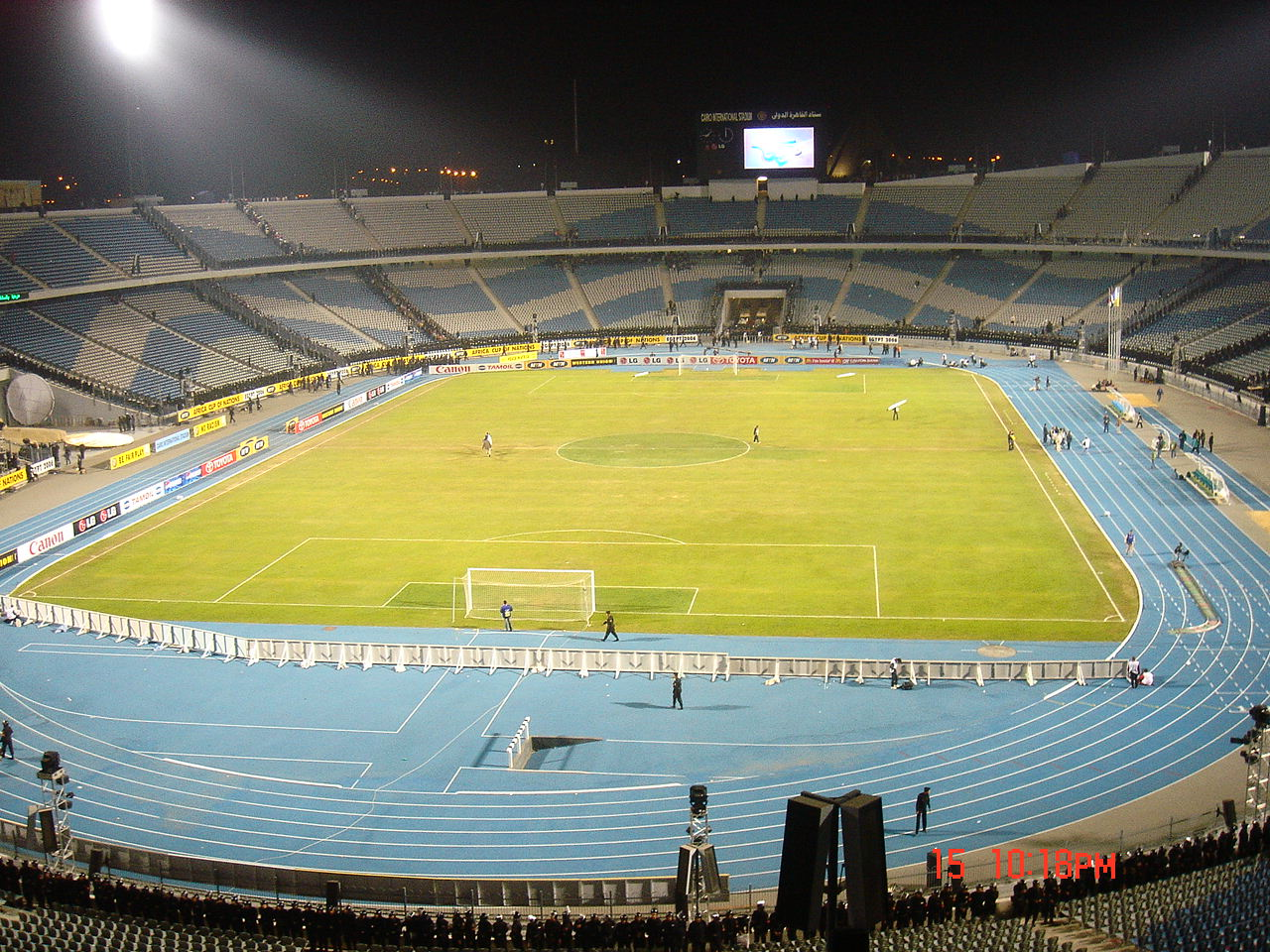
Le stade international du Caire et ses 75000 sièges.

Le football est le sport le plus populaire en Égypte, et Le Caire possède un certain nombre d'équipes de sport au sein des ligues nationale et régionale. Les plus connues sont Al Ahly Sporting Club et le Zamalek Sporting Club, dont le tournoi annuel est l'un des événements sportifs les plus regardés en Égypte et même en Afrique. Les deux équipes sont réputées comme étant « rivales » du football égyptien et sont les premier et deuxième champions du continent africain et du monde arabe. Elles jouent toutes deux leurs matchs à domicile au stade international du Caire (ou stade Nasser), le plus grand stade du Caire et l'un des plus grands au monde.
Liste des équipes de football du Caire :
- Al Ahly Sporting Club
- Al Entag Al Harby
- Arab Contractors Sporting Club
- Al Sekka Al Hadid
- ENPPI Club
- Itesalat
- Ittihad Al Shorta
- Tala'ea El Geish
- Wadi Degla Sporting Club
- Zamalek Sporting Club

Le Caire était la ville-hôte des jeux panarabes pour l'édition 2007.
Plusieurs autres équipes sportives du Caire sont reconnues dans leurs sports respectifs, comme le club sportif el Gezira, le Club Al Shams, le Club el Seid, le Club Heliopolis et d'autres clubs plus petits.
La plupart des fédérations sportives du pays sont également situées dans la banlieue du Caire, y compris la fédération égyptienne de football. Le siège de la confédération africaine de football était auparavant au Caire, avant d'être déplacé un peu plus loin du Caire.

### Représentations étrangères
En 2024, 145 pays sont représentés au Caire, par 140 ambassades, trois consulats et deux représentations.

## Culture

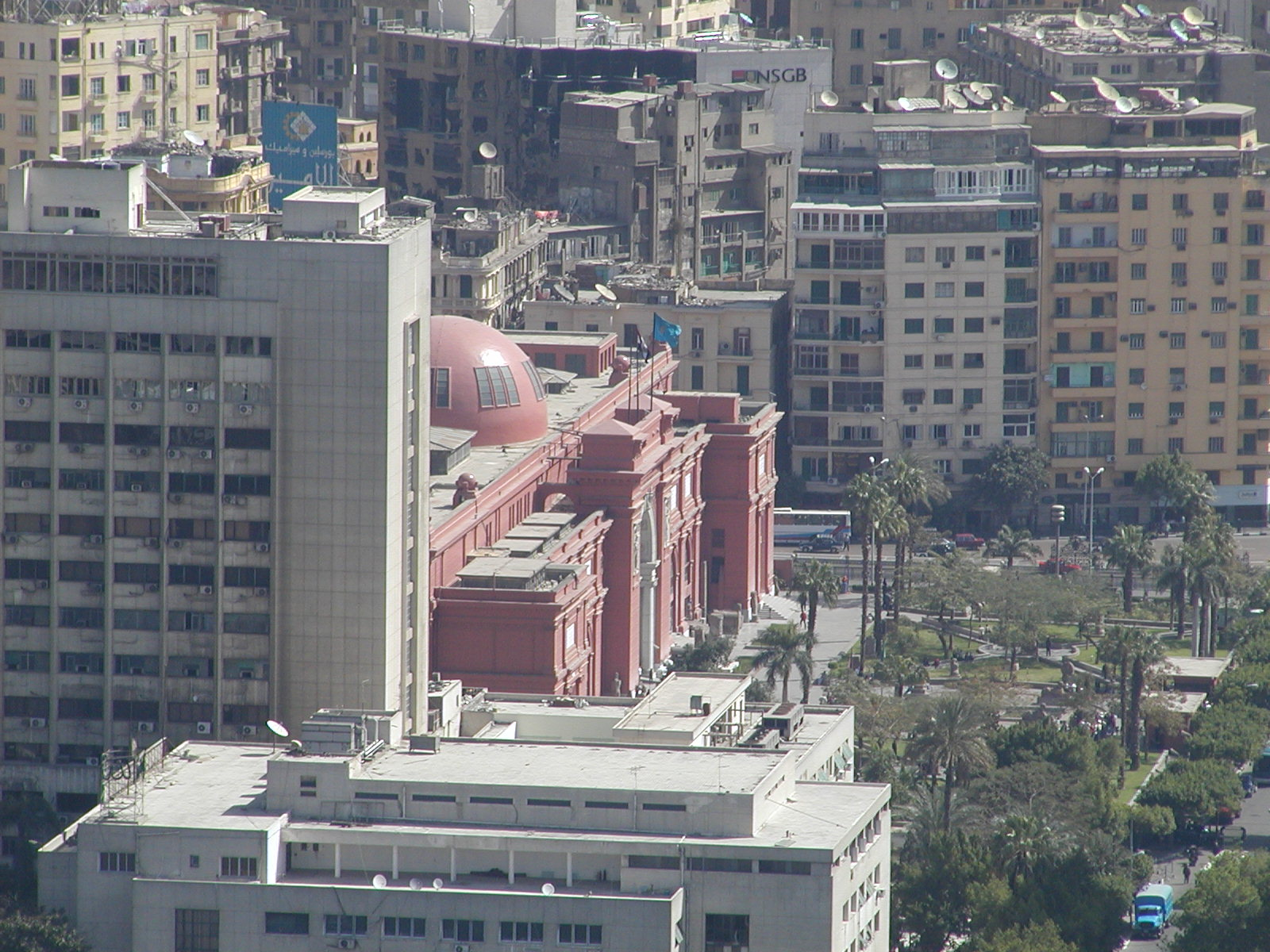
Le musée égyptien vu depuis la tour du Caire.

Le Caire est le site le plus fréquenté d’Égypte, en raison de ses structures d’accueil, de son patrimoine urbain et de la proximité des grandes pyramides de Gizeh. La ville abrite les principales institutions politiques et administratives du pays ; elle est en outre le siège de la Ligue arabe, symbole de son rôle déterminant dans le monde arabe. Ses universités, dont l’université al-Azhar située dans la mosquée éponyme, sont très renommées, et son patrimoine historique est préservé par des institutions prestigieuses : musée égyptien du Caire, fondé en 1857 par l’égyptologue français Auguste Mariette, musée islamique du Caire, musée copte du Caire ou encore musée national de la civilisation égyptienne.
Depuis 1992, avec plus d'une centaine de monuments restaurés, la capitale de l'Égypte retrouve un héritage longtemps négligé : l'époque fatimide (Xe – XIIe siècle), le rempart de Saladin (XIIe – XIIIe siècle), les mosquées et palais mamelouks (XIIIe – XVIe siècle) ou les caravansérails ottomans (XVIe – XIXe siècle).
La ville organise par ailleurs chaque année le festival international du film du Caire. S'y tiennent également un festival de photo, PhotoCairo, et dans quelques galeries, dont la galerie Townhouse, un festival d'art (musique, art contemporain, théâtre, cinéma, etc.) depuis 2000, entre février et avril, le festival al-Nitaq,.  Le Caire abrite également le Musée d'art moderne égyptien.

## Économie
Dotée d’importants pôles d’industries traditionnelles — sidérurgie (usine d’Hélouan), automobile et textile —, la ville s’est adaptée dans la seconde moitié du XXe siècle aux secteurs de pointe et aux nouvelles technologies : aéronautique, électronique et chimie.
Le Caire possède un aéroport international (Cairo International Airport, code AITA : CAI, code OACI : HECA).

## Quartiers

Localisation des quartiers du Caire

### Le Caire moderne

Palais Abedin
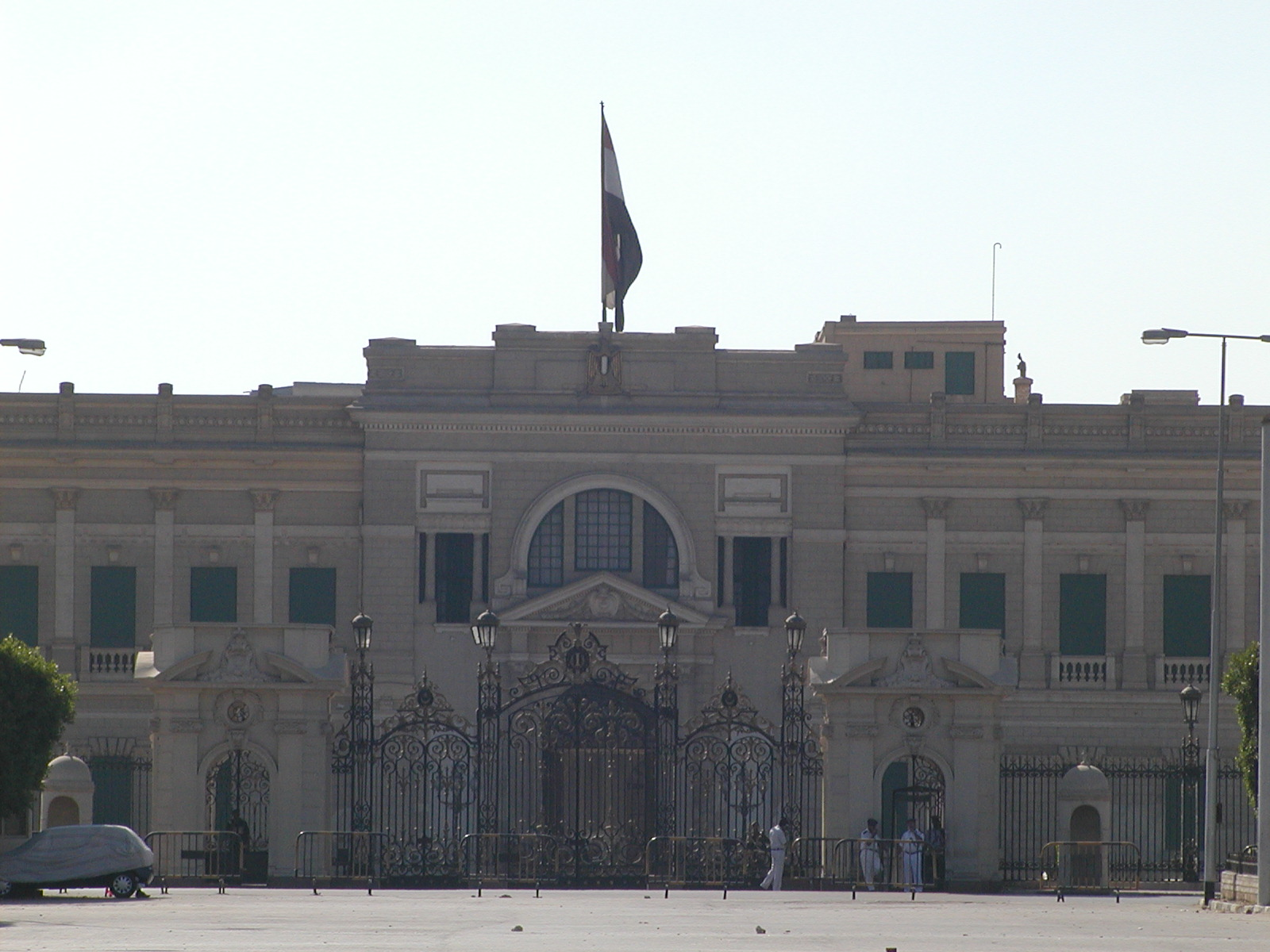
Entrée du palais d'Abedin
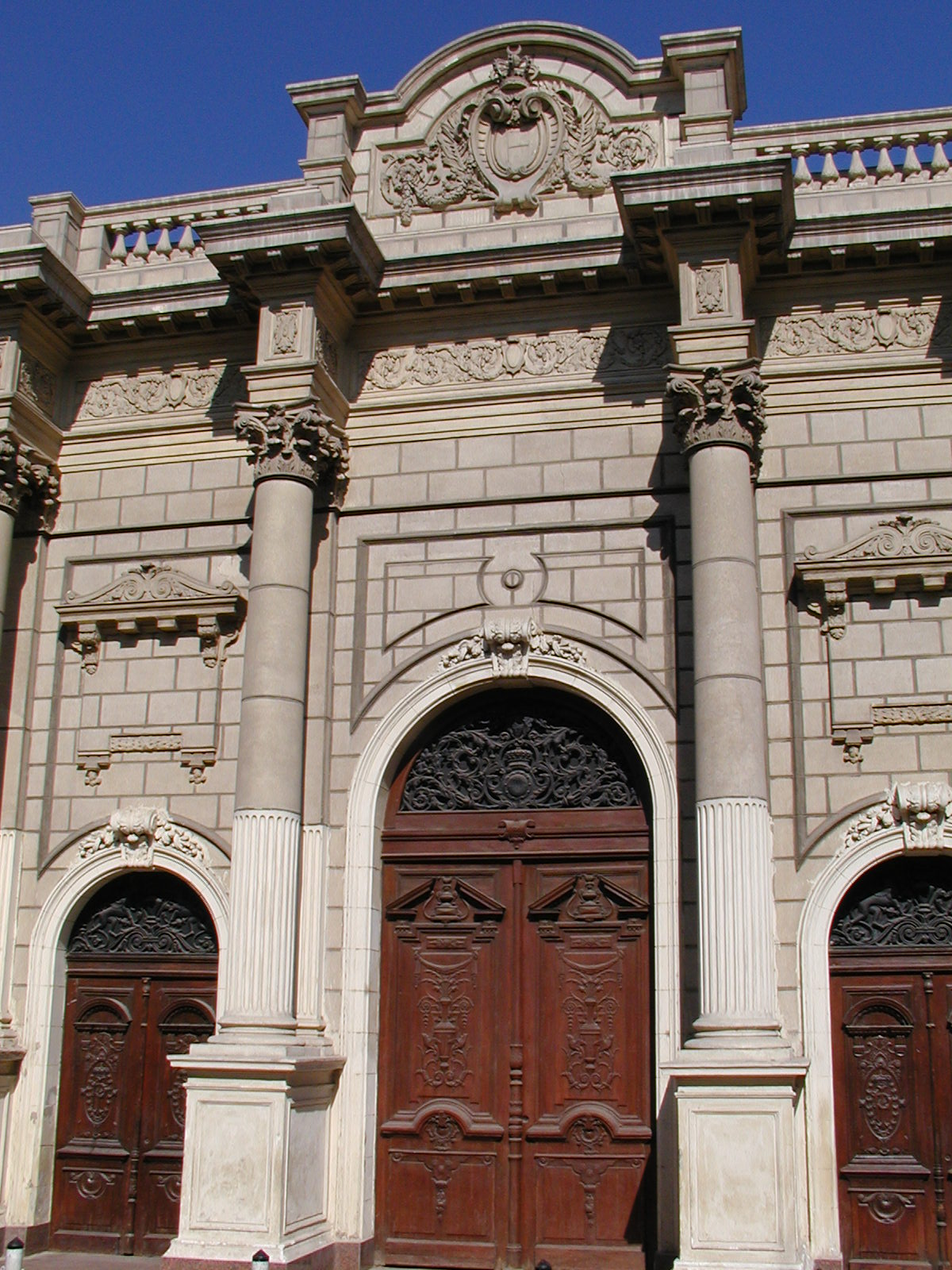
Entrée du musée du Palais d'Abedin
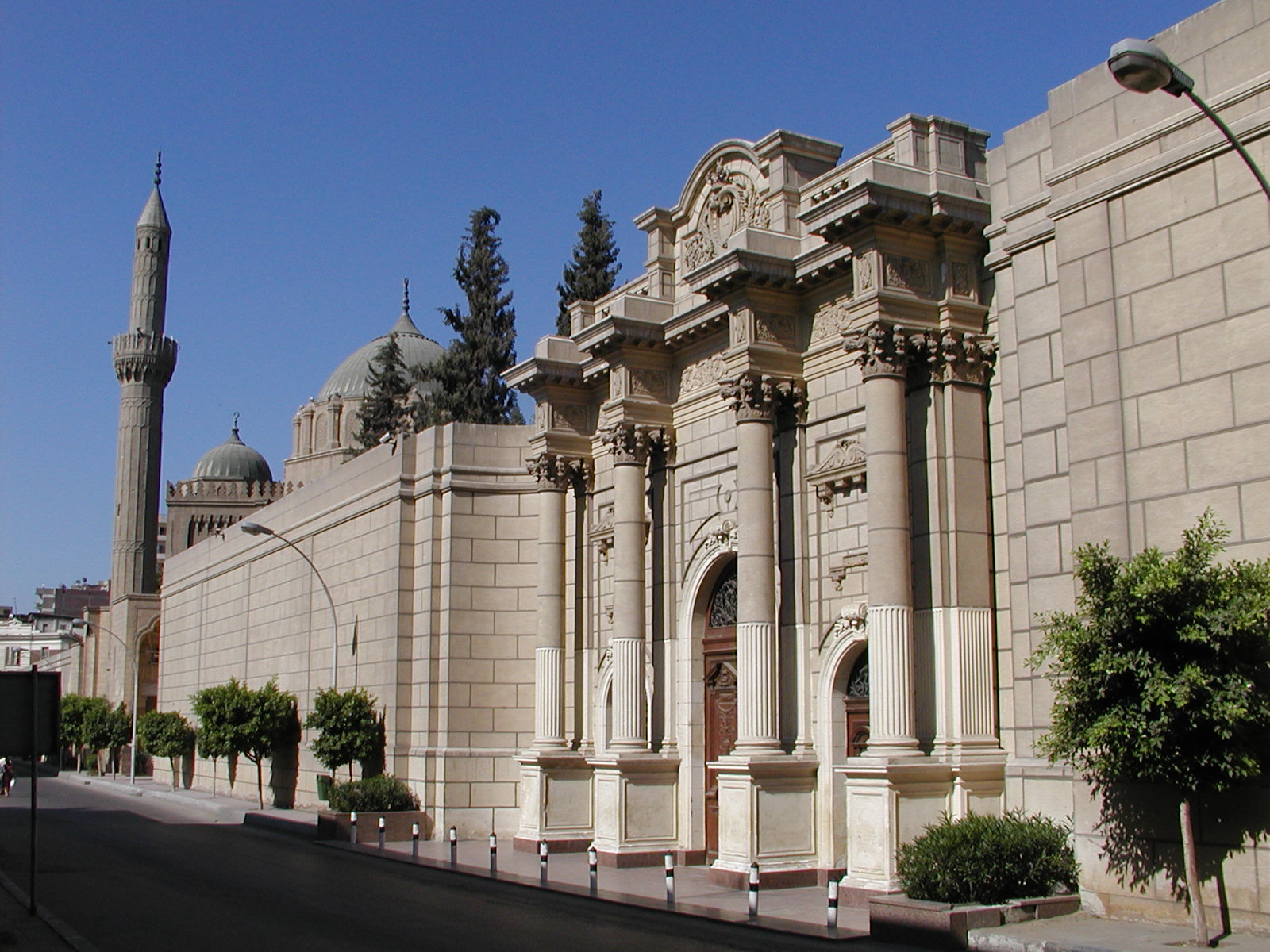
Entrée du musée du Palais d'Abedin
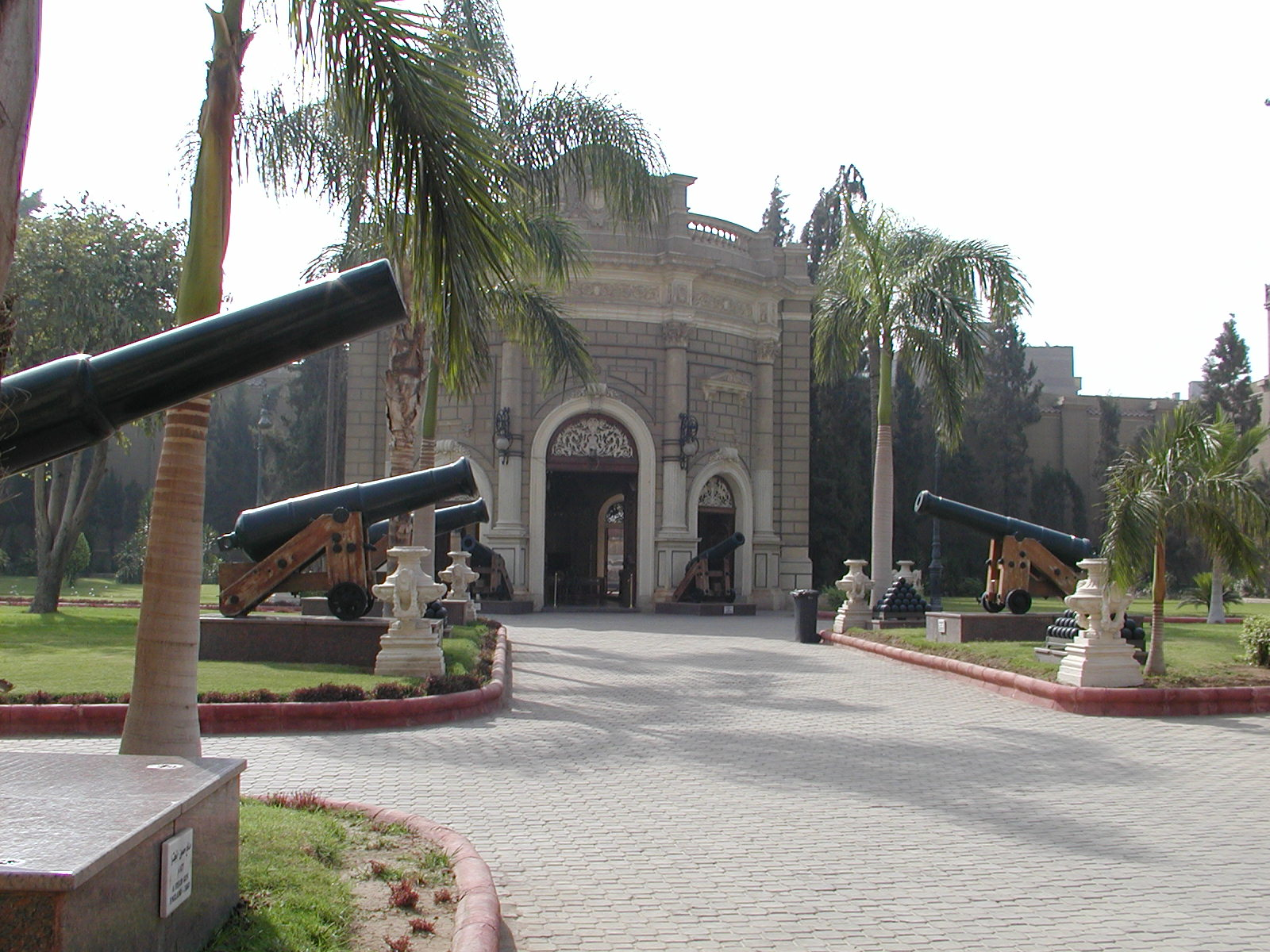
Vue depuis le jardin de l'entrée du musée du Palais d'Abedin

Palais Al-Manyal
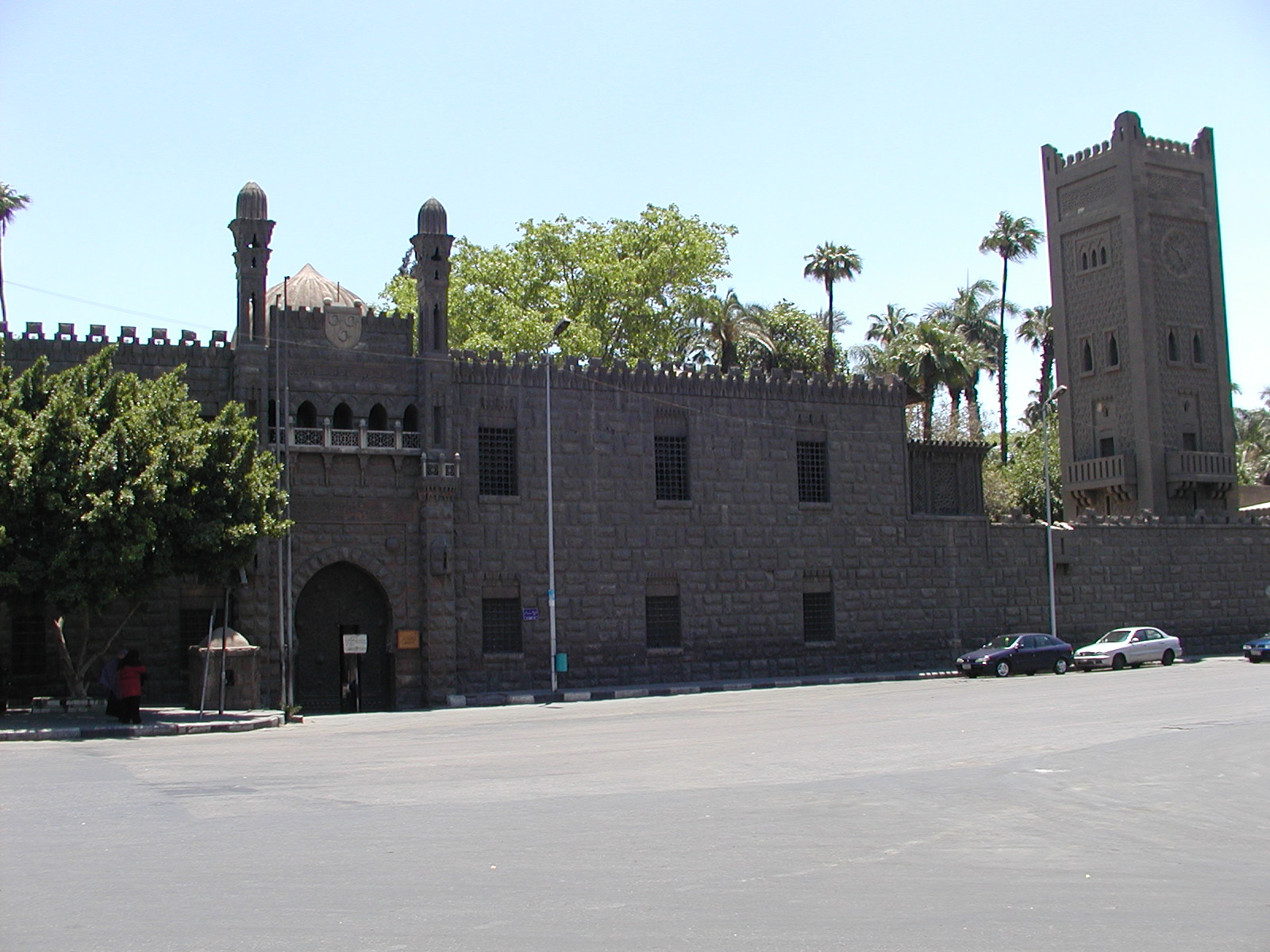
Entrée du Palais Al-Manyal
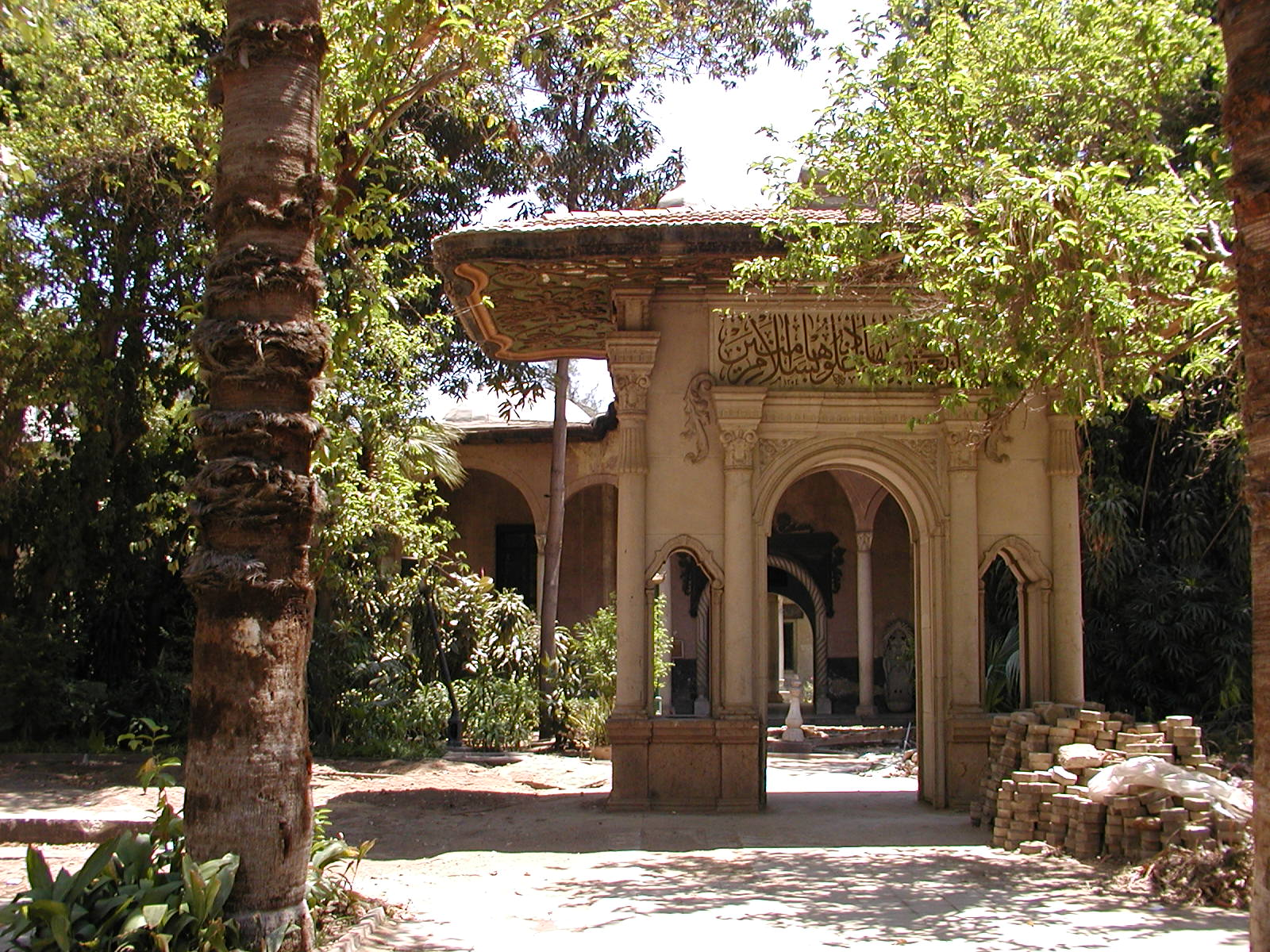
Jardin du Palais Al-Manyal
Jardin du Palais Al-Manyal
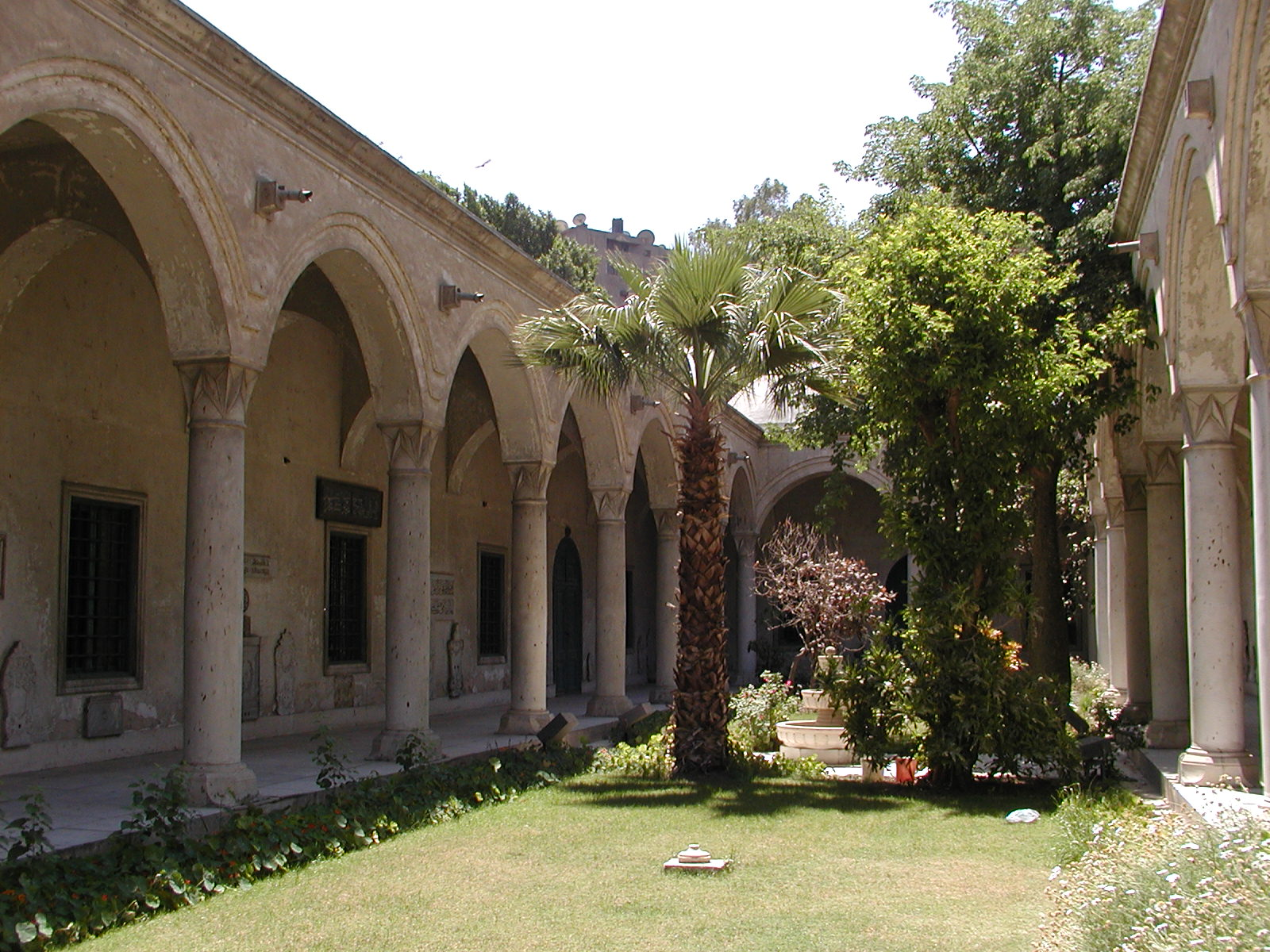
Jardin du Palais Al-Manyal

Le Caire moderne inclut les deux îles de Roda et de Gezira, et au sud-est, Mounira.
Le secteur autour de jardin de l'Ezbekiyya était autrefois un vaste lac qui fut asséché en 1837. Le secteur a été construit selon un plan strict, fait sous les instructions du Khédive, qui aimait les divertissements ; il y avait à l'origine un cirque, un théâtre et un opéra dans les jardins méridionaux, où subsiste de nos jours un théâtre de marionnettes. La poste centrale, place Ataba, comporte un musée postal au 1er étage. À l'est de la place Ataba, la rue Muski mène dans le Khân al-Khalili.
Au nord de la place Ataba s'ouvre la rue Clot Bey (rue Khulud), du nom d'un médecin français, Antoine Clot, qui fut l'un des fondateurs de la médecine moderne en Égypte. Plus au nord, on distingue le minaret de la mosquée Al-Fath. Cette rue passe sous des voûtes en pierre avant d'arriver à la place Ramsès devant la gare, construite en 1856, transformée selon le modèle arabe en 1892 et restaurée pour la première fois en 1955. C'est l'un des quartiers du Caire moderne qui furent urbanisés le plus tôt après la seconde moitié du XIXe siècle. Le secteur est connu sous le nom « Bab el-Hadid » (porte ferroviaire) avec une statue colossale de Ramsès II, laquelle a été déplacée vers le Grand Musée égyptien à Gizeh. Dans le musée national égyptien des chemins de fer, à l'extrémité est de la gare, on trouve quelques vieilles locomotives en excellent état de conservation. Vers 1870 le khédive Ismaël fait construire ce qui est appelé aujourd'hui le Centre-ville du Caire à l'imitation du Paris haussmannien.

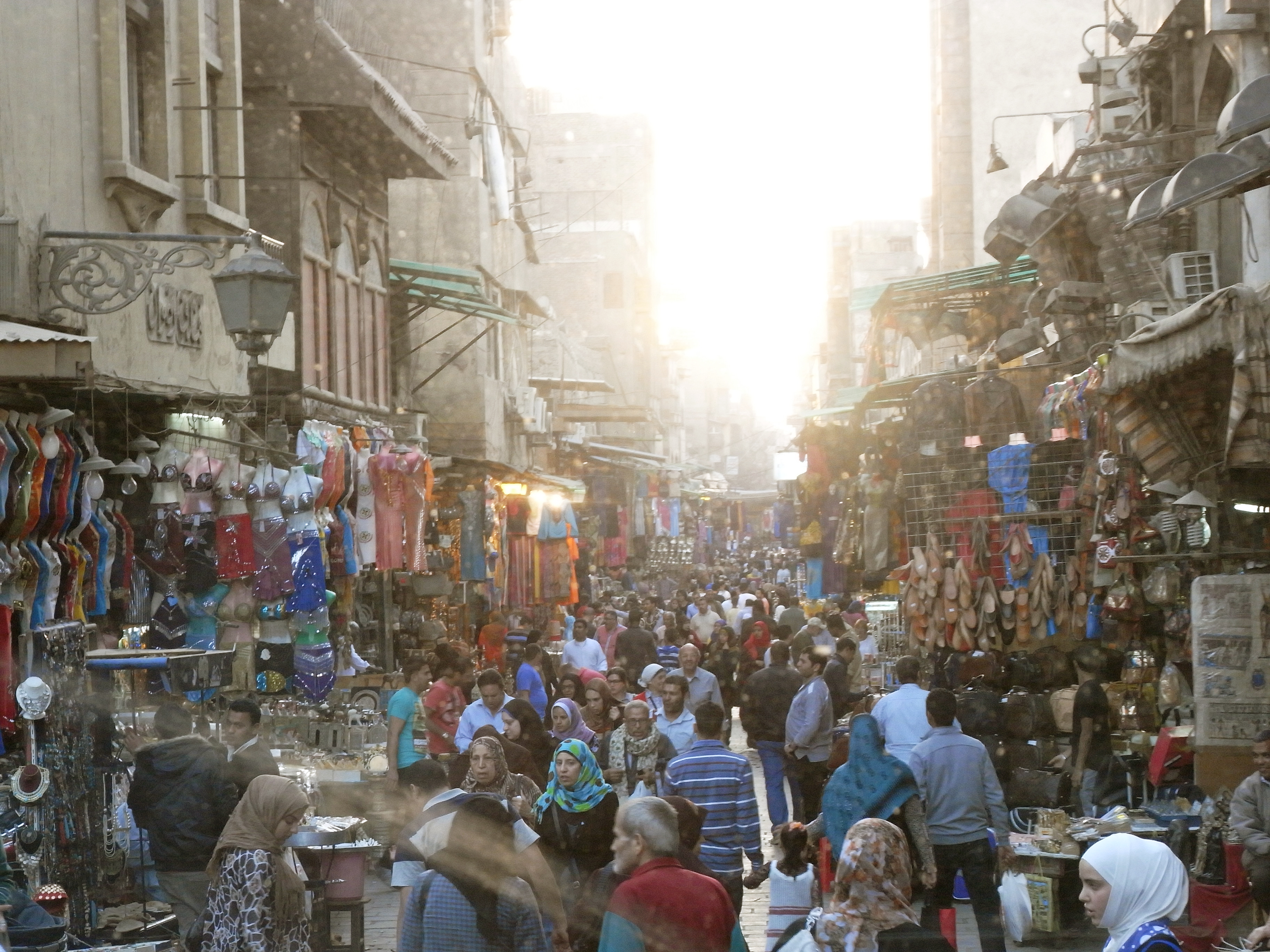
Le souk Khân al-Khalili.

L'île de Gezira, demeurée inhabitée jusqu'au milieu du XIXe siècle, s'urbanise et Mohammed Ali y construit un palais ; son quartier sud s'appelle maintenant Zamalek. Plus tard, le khédive Ismaïl y construit un grand palais au centre de l'île avec un immense jardin, et une jetée pour en faciliter l'accès. À cette époque, les jardins étaient riches d'une flore exotique et d'une collection d'animaux africains.
Durant l'époque pharaonique, Rhoda faisait partie de l'ancienne Héliopolis. À l'époque romaine, ce fut une forteresse qui resta inchangée jusqu'au VIIe siècle. Après la conquête islamique, les arabes y ajoutèrent des tours et des arsenaux.
Le dernier sultan ayyoubide transfère le siège du gouvernement sur l'île et construit une nouvelle forteresse avec palais et casernes aux environs de 1240, mais les Mamelouks ramènent par la suite le gouvernement à la citadelle.
À l'extrême sud de l'île se trouve le palais Manasterli, construit à côté d'un nilomètre, édifié au VIIIe siècle pour mesurer la crue annuelle du Nil. En remontant vers le nord, on traverse les jardins Manyal qui couvraient la majeure partie de l'île et qui sont désormais un quartier résidentiel. Plusieurs des bâtiments datent d'entre 1925 et 1935, l'époque Art déco.
Au nord de l'île, se trouve le palais Al-Manyal, musée renfermant une collection d'objets ayant appartenu au prince Mohammed Ali Tawfig, l'oncle du dernier roi d'Égypte, Farouk.

### Le Vieux Caire (quartier copte)
Cette partie du Caire est le plus ancien quartier de la ville. La forteresse de Babylone, construite par les Romains, est restée une enclave chrétienne et juive. Ce quartier renferme la synagogue Ben Ezra, fondée en 1115, et comptait une vingtaine d’églises dont il n'en subsiste que cinq dont : l’église suspendue consacrée à la Vierge (al-Mu'allaqah), probablement l'église chrétienne la plus ancienne en Égypte, datant du IVe siècle, l’église Saint-Serge construite à la fin du IVe siècle au-dessus d’une crypte où la sainte Famille se serait réfugiée lors de la fuite en Égypte et l’église Sainte-Barbara, du nom d'une jeune fille martyrisée pour avoir essayé de convertir son père au christianisme, reconstruite au XIe siècle. Les églises ne se distinguent pas par leur ornementation extérieure mais par un intérieur très riche.

La forteresse de Babylone
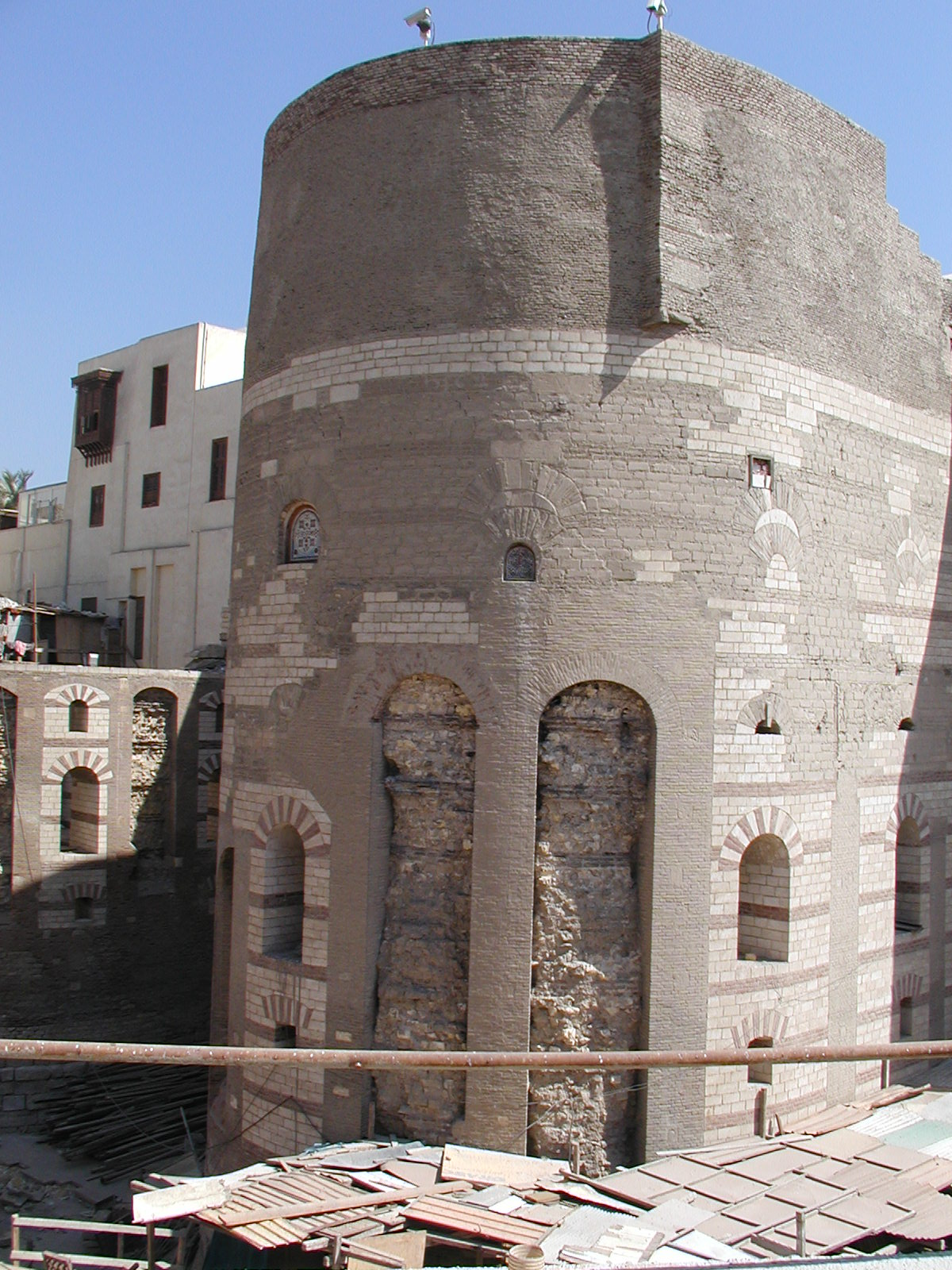
Tour de Babylone
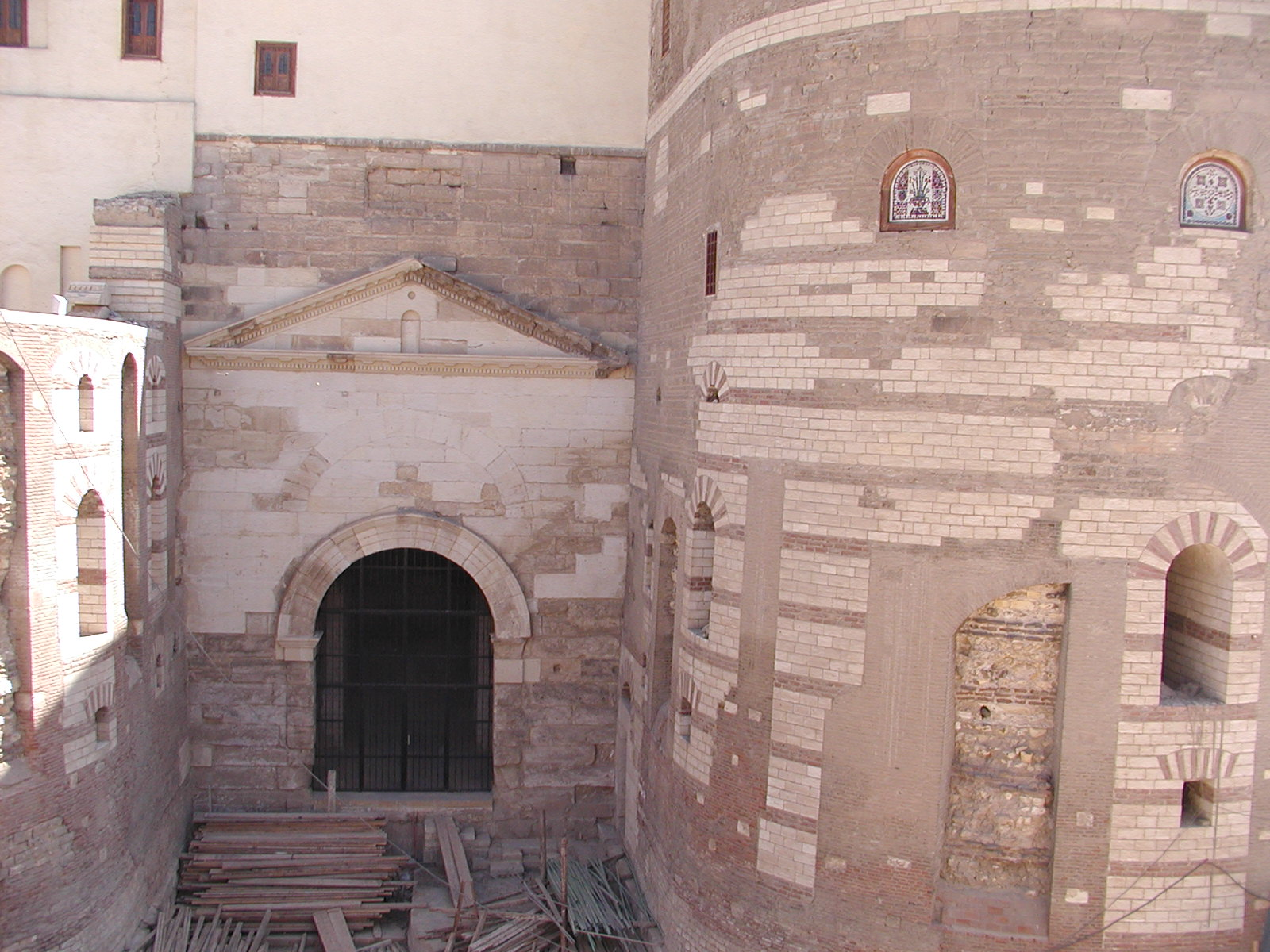
Tour de Babylone
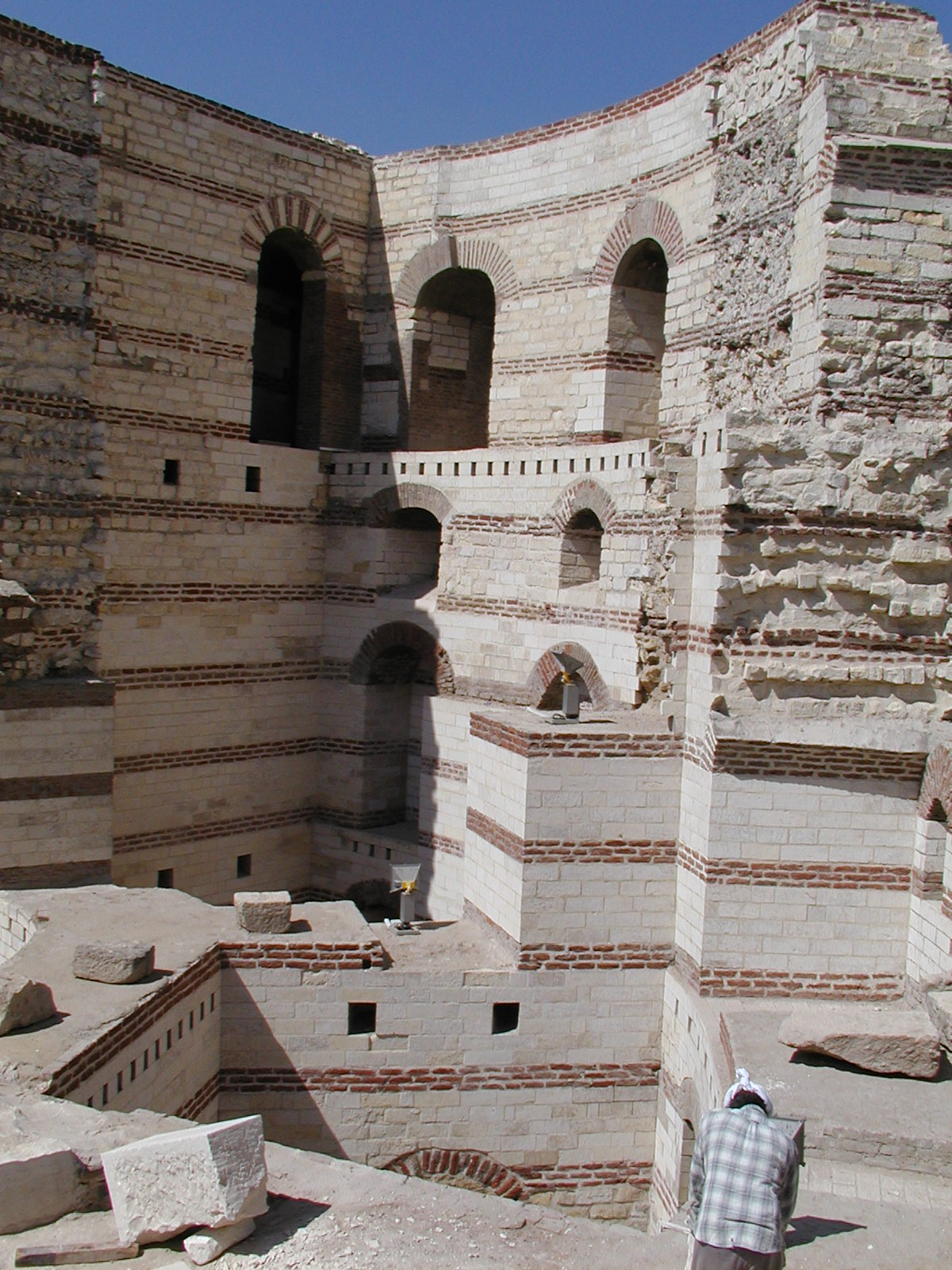
Tour de Babylone
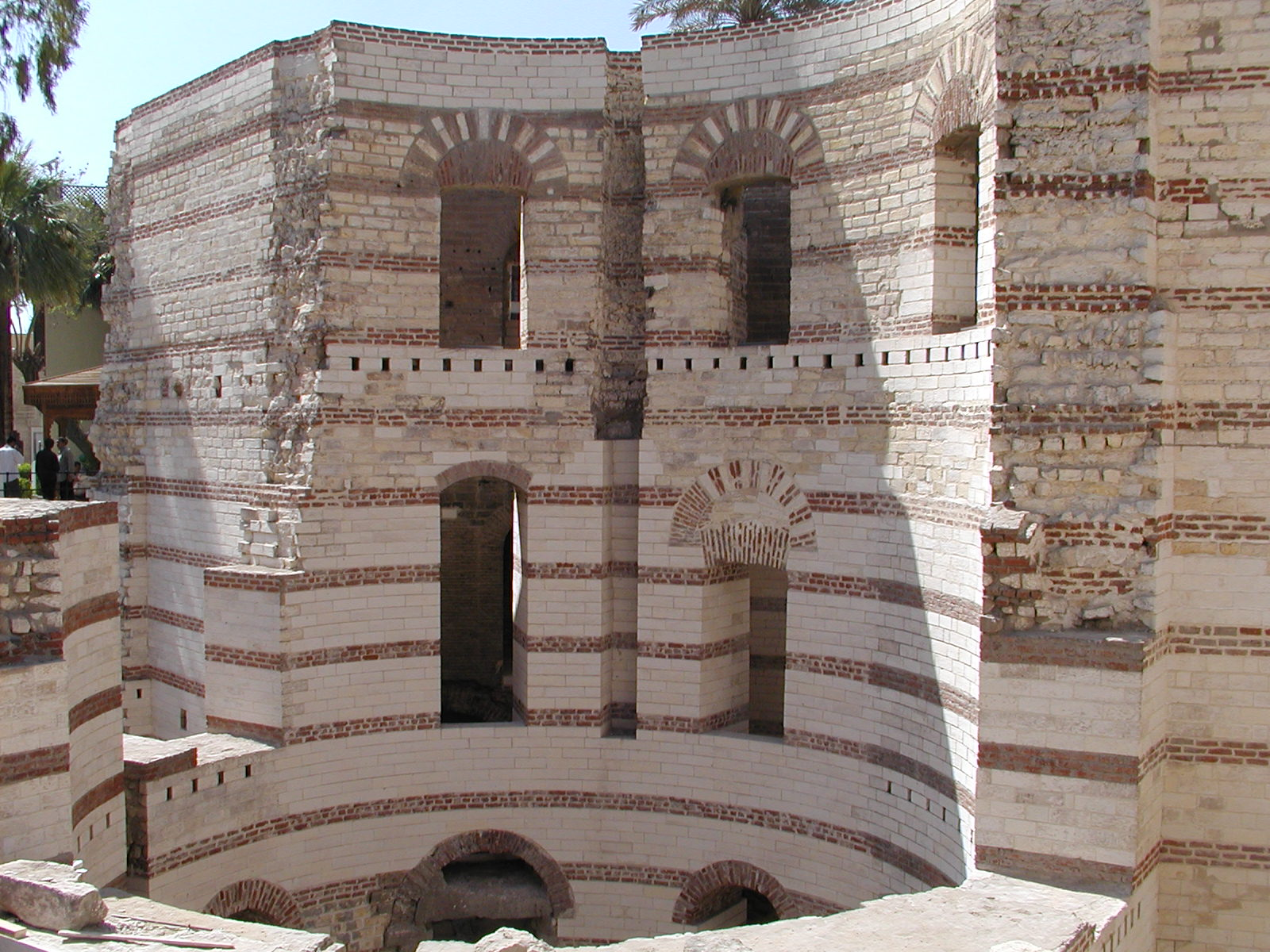
Tour de Babylone

Le musée copte
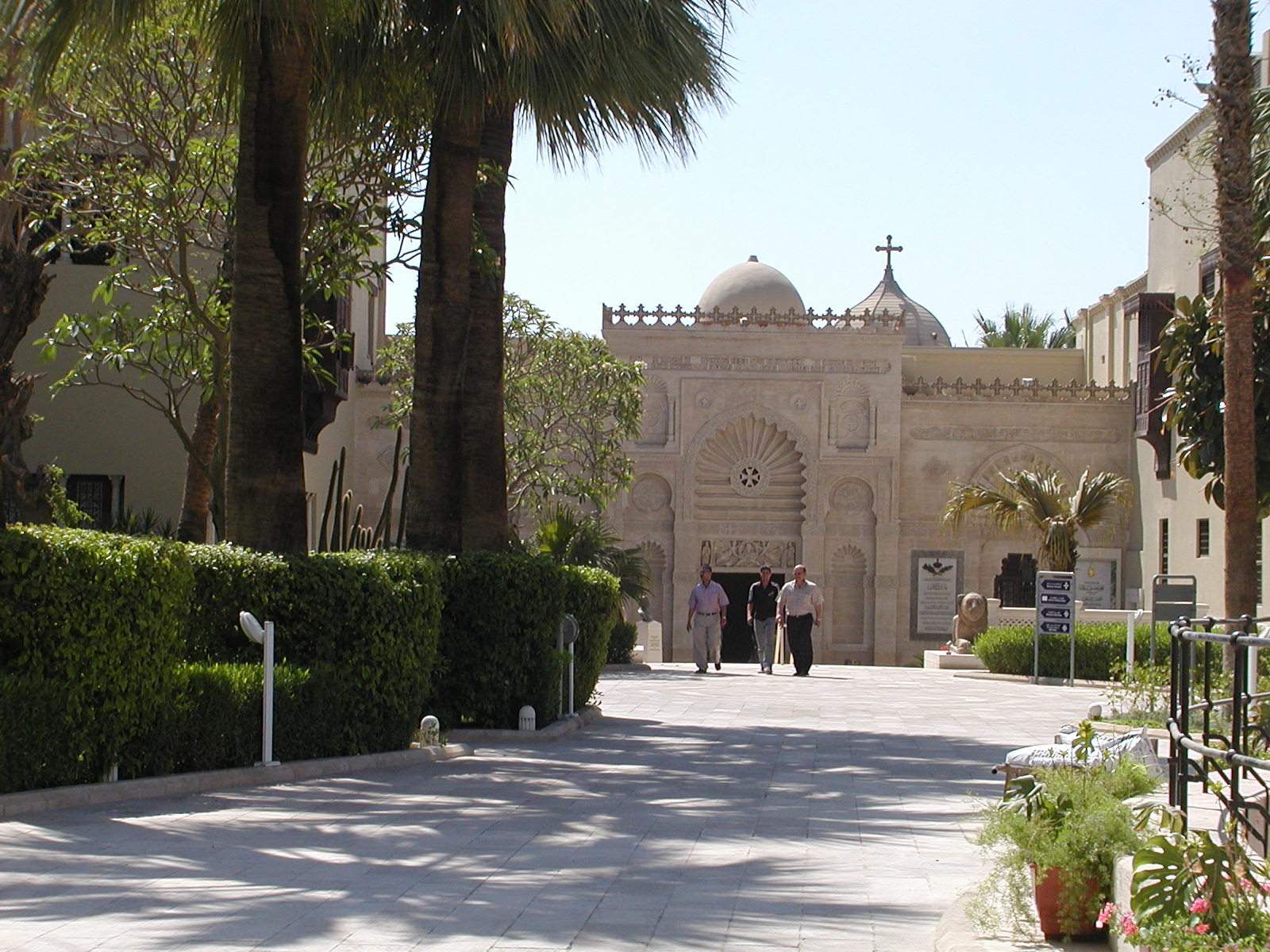
Musée copte
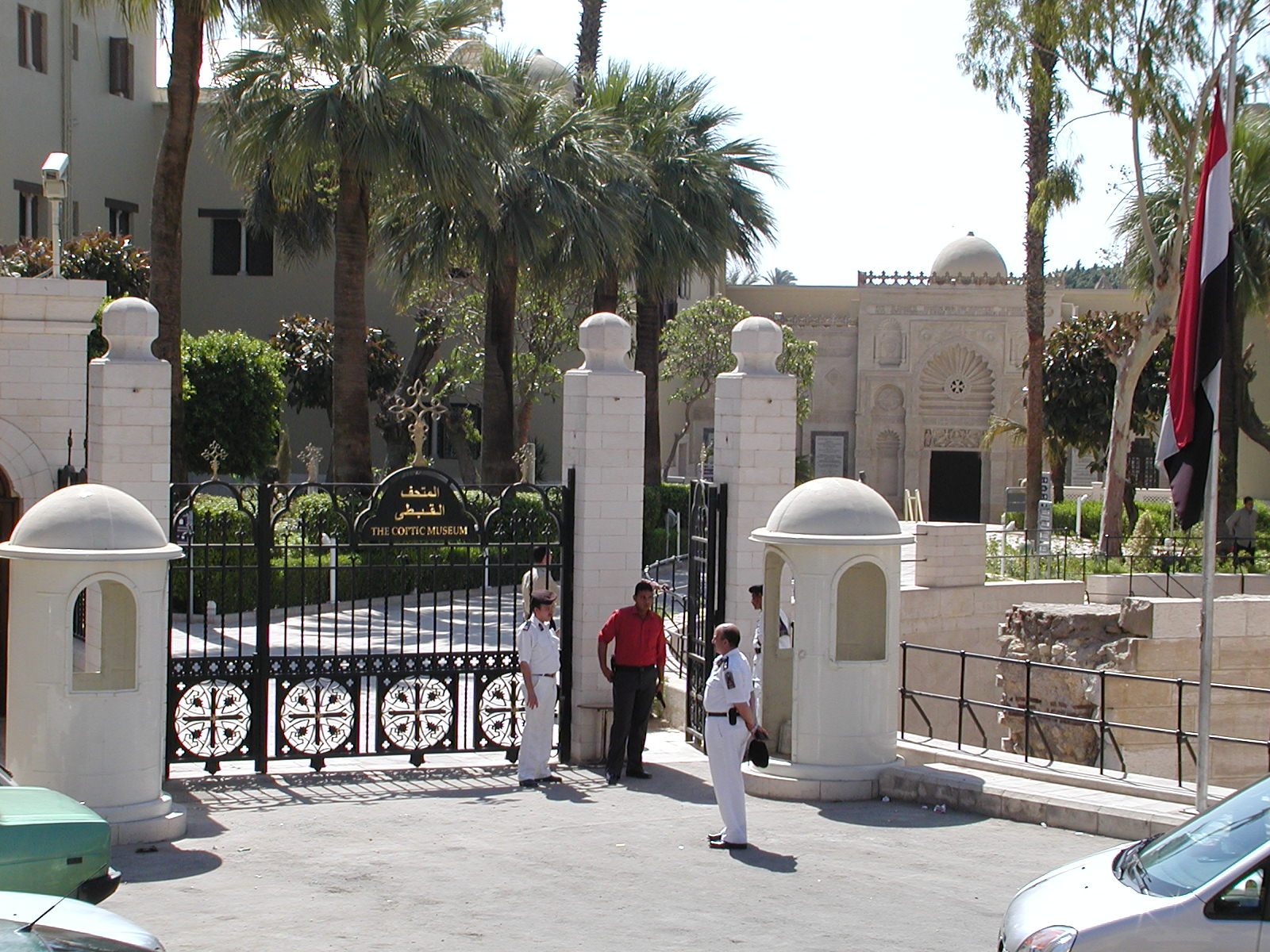
Entrée du musée copte

L'église al-Mu'allaqah
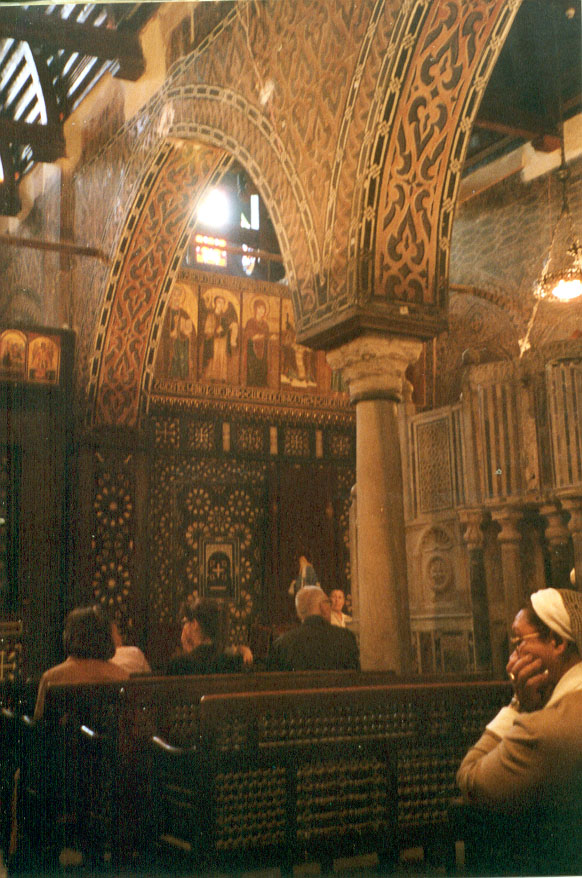
L'église al-Muallaqa
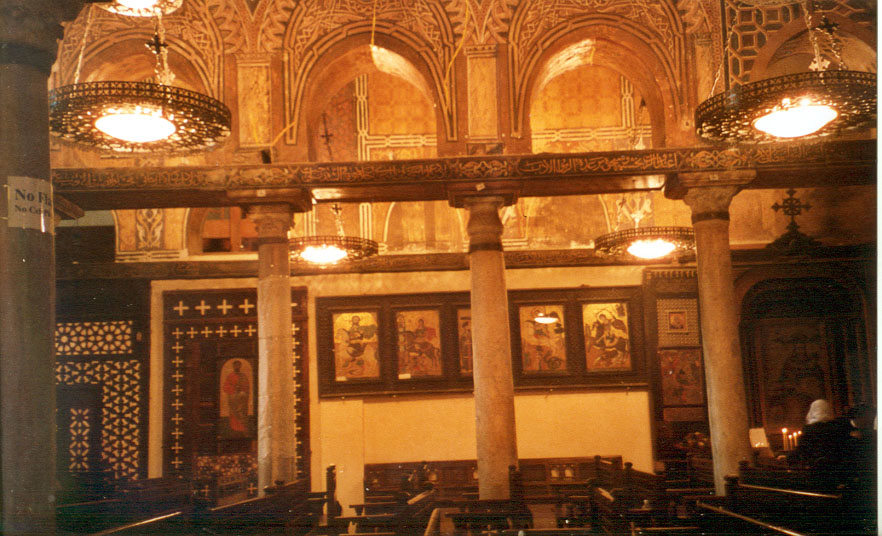
L'église suspendue (al-Muallaqa) dédiée à la vierge Marie
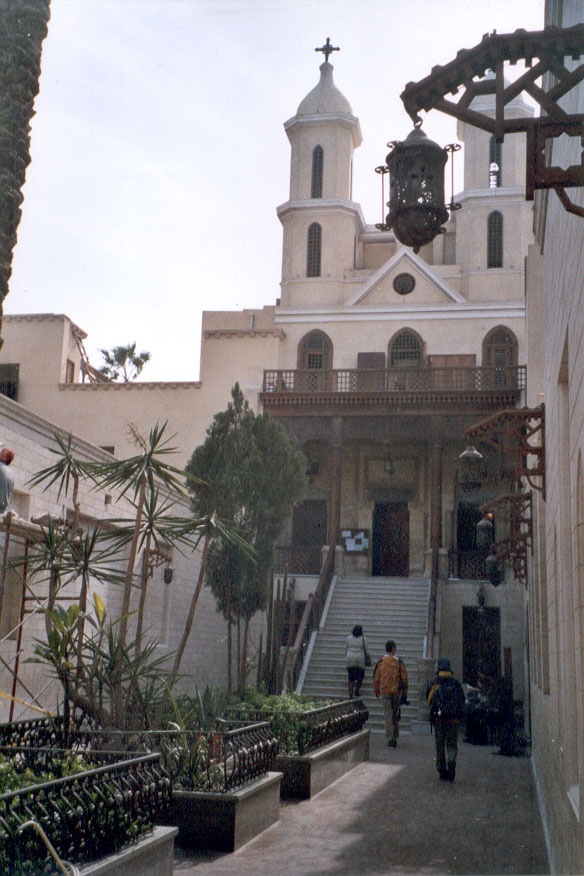
Entrée de l'église

### Le Caire islamique
Les monuments islamiques d’Égypte sont presque entièrement concentrés au Caire. Ils sont inscrits sur la liste du patrimoine mondial de l'UNESCO depuis 1979.
Les Fatimides dotent Le Caire de nombreuses mosquées. Après eux, les sultans mamelouks continuent d’en ériger d’autres ainsi que de nombreuses écoles coraniques, les medreseh ; l’amalgame sabil (fontaine) et kottab (écrivain) dans une madrasa peut sembler étrange, mais c'est pour suivre les recommandations du prophète, pour qui l'eau permet la propreté matérielle et spirituelle ; l’école est autour de la fontaine.
Des mausolées sont rassemblés en véritables villes dans la Cité des morts.
Sous la dynastie Mamelouk, la ville s’agrandit considérablement et devient la capitale du monde musulman.

C’est ainsi qu’Ibn Khaldoun pouvait dire : 
« Celui qui n’a pas vu Le Caire ne connaît pas la grandeur de l'islam. C’est la métropole de l’univers, le jardin du monde, la fourmilière de l’espèce humaine, le portique de l’islam. »

#### Citadelle de Saladin

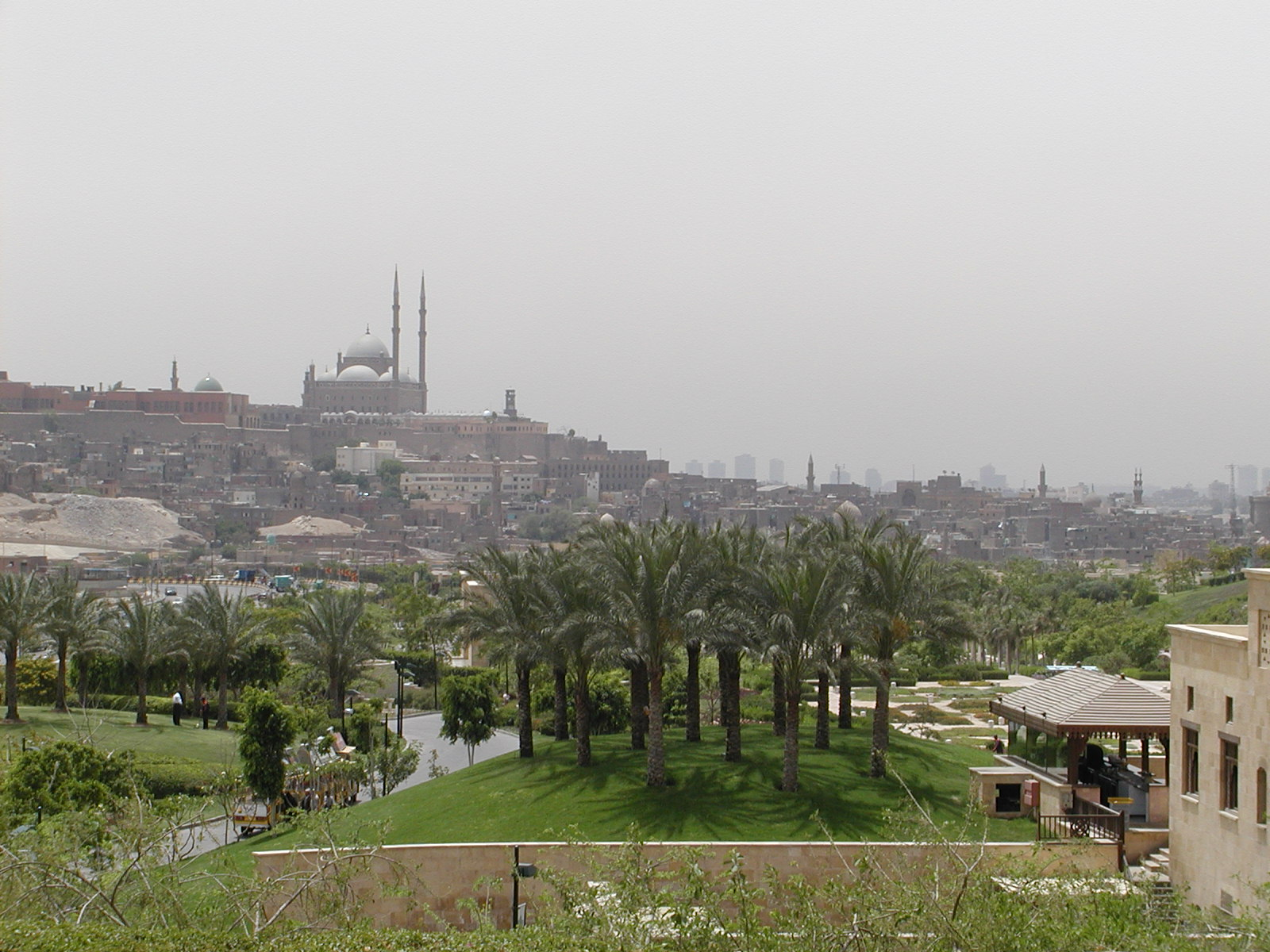
La citadelle vue depuis le parc Al-Azhar.
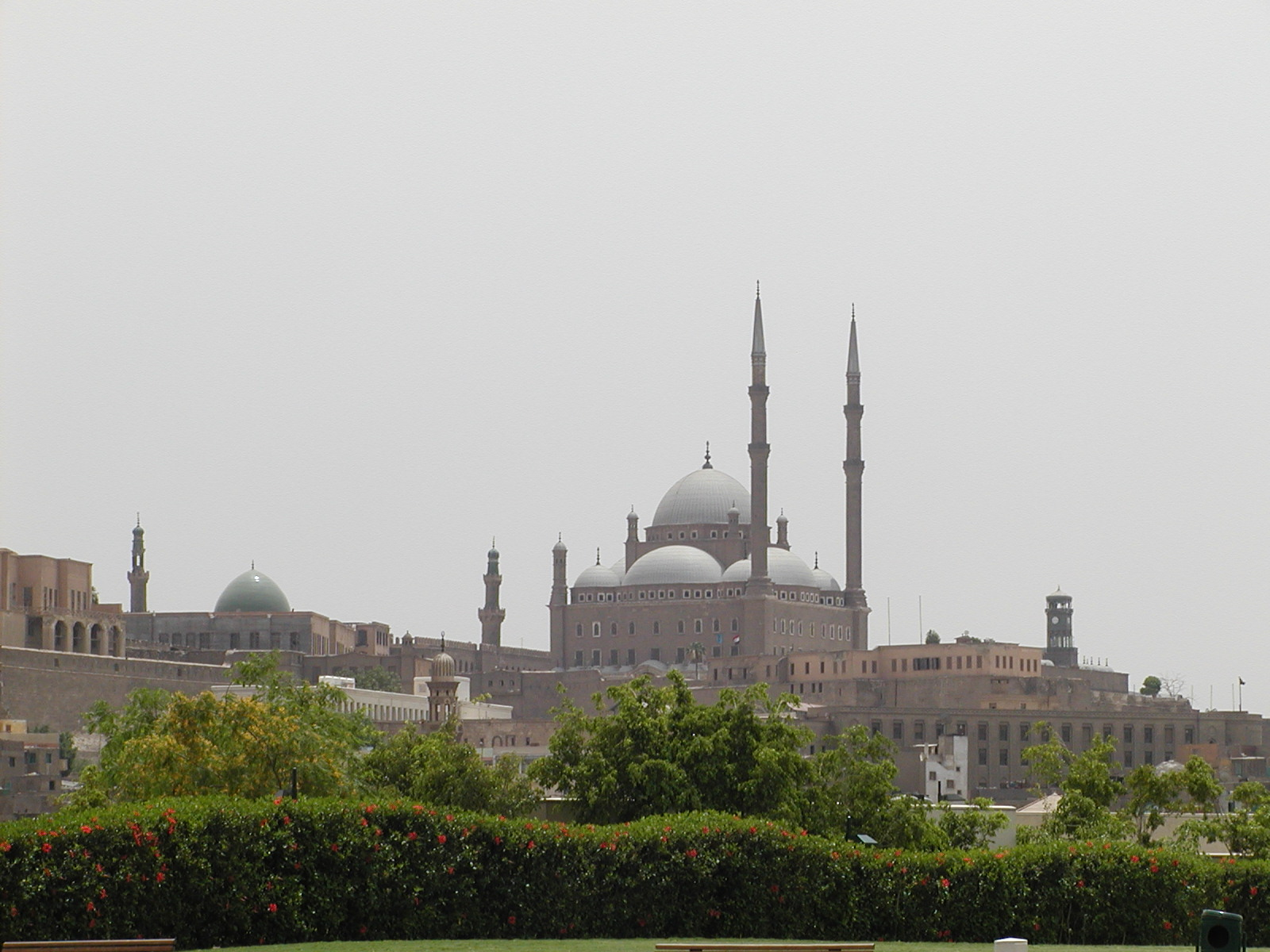
La citadelle dominée par la mosquée Mohamed Ali, vue depuis le parc Al-Azhar.

#### Le Khân al-Khalili
Le Khân al-Khalili, connu sous le nom de bazar turc pendant la période ottomane, est maintenant habituellement appelé le Khân, est souvent confondu avec le marché de Muski — et inversement. Le souk de Khân al-Khalili, vieux de 600 ans, a été établi en 1382 par l'émir Djaharks au cœur de la ville fatimide. À l'instar du marché Al-Muski à l'ouest, il comporte une des zones d'ateliers d'artisans les plus importantes du Caire. Ces deux marchés sont le symbole de la tradition qui a fait du Caire un centre important de commerce.
Le Khân est situé à un coin du triangle des marchés qui va du sud de la porte Zuwayla à l'ouest à Azbakiyyah. Le Khân est encadré au sud par la rue d'Al-Azhar et à l'ouest par le marché de Muski. Il se compose de passages et de ruelles remplies d’artisans, d’orfèvres, de vendeurs de parfums et d’épices. Sur une rue étroite venant d'Al-Badistand, on trouve le célèbre et pittoresque café el-Fishawi, ou le café des miroirs, qui était par le passé un endroit de réunion pour les artistes locaux, et qui n’a pas changé depuis près de 200 ans. Il fut fréquenté par l'écrivain prix Nobel Naguib Mahfouz, un des auteurs égyptiens les plus connus.
Les consommateurs égyptiens font généralement leurs emplettes dans le nord et l'ouest du secteur d'Al-Badistan, là où les prix sont les plus bas. Les marchés d'or et d'argent sont situés à l'ouest du Khân le long de la rue des orfèvres.

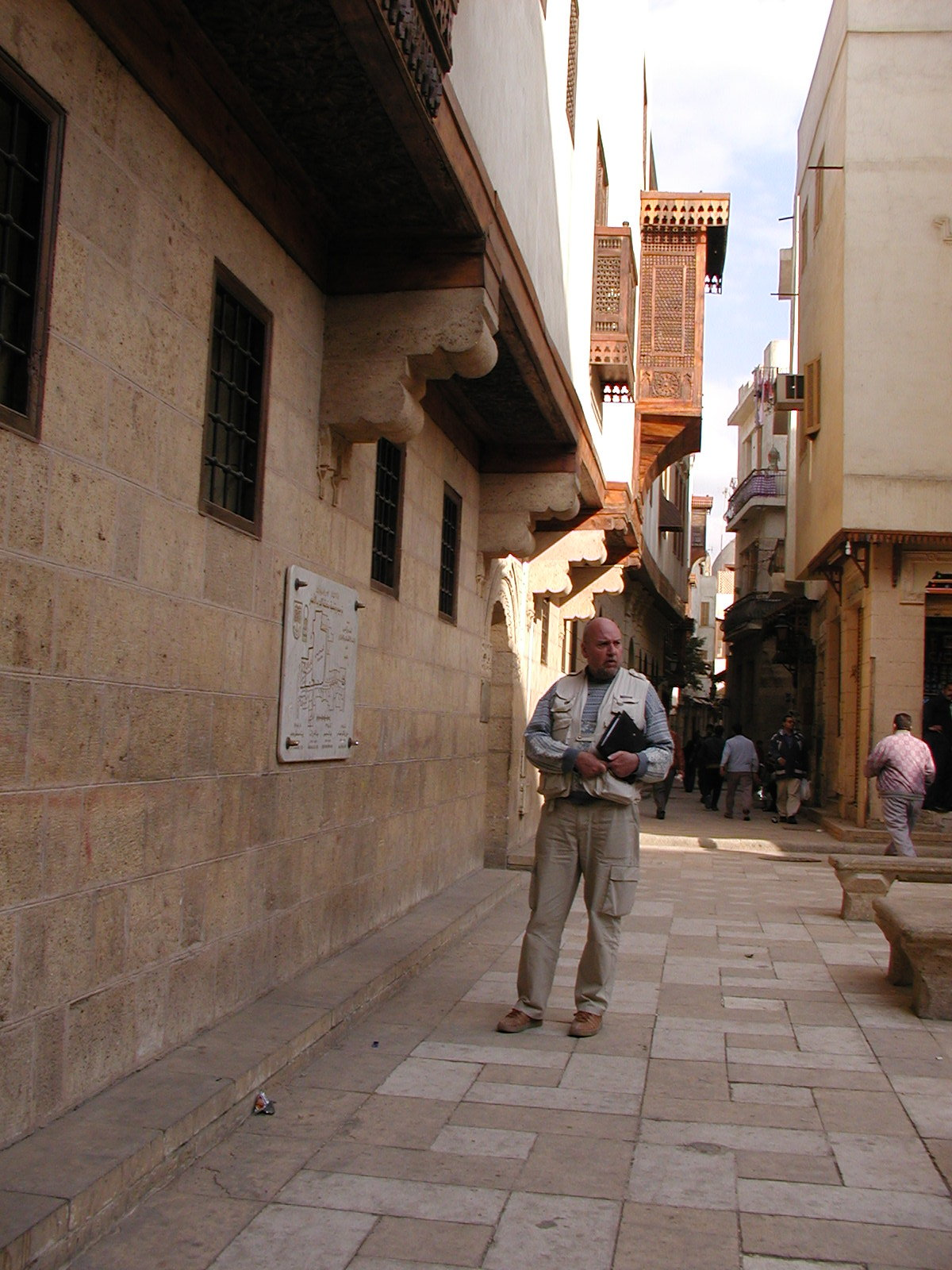
Explication de l'origine de la Maison es Suhaymi devant celle-ci.
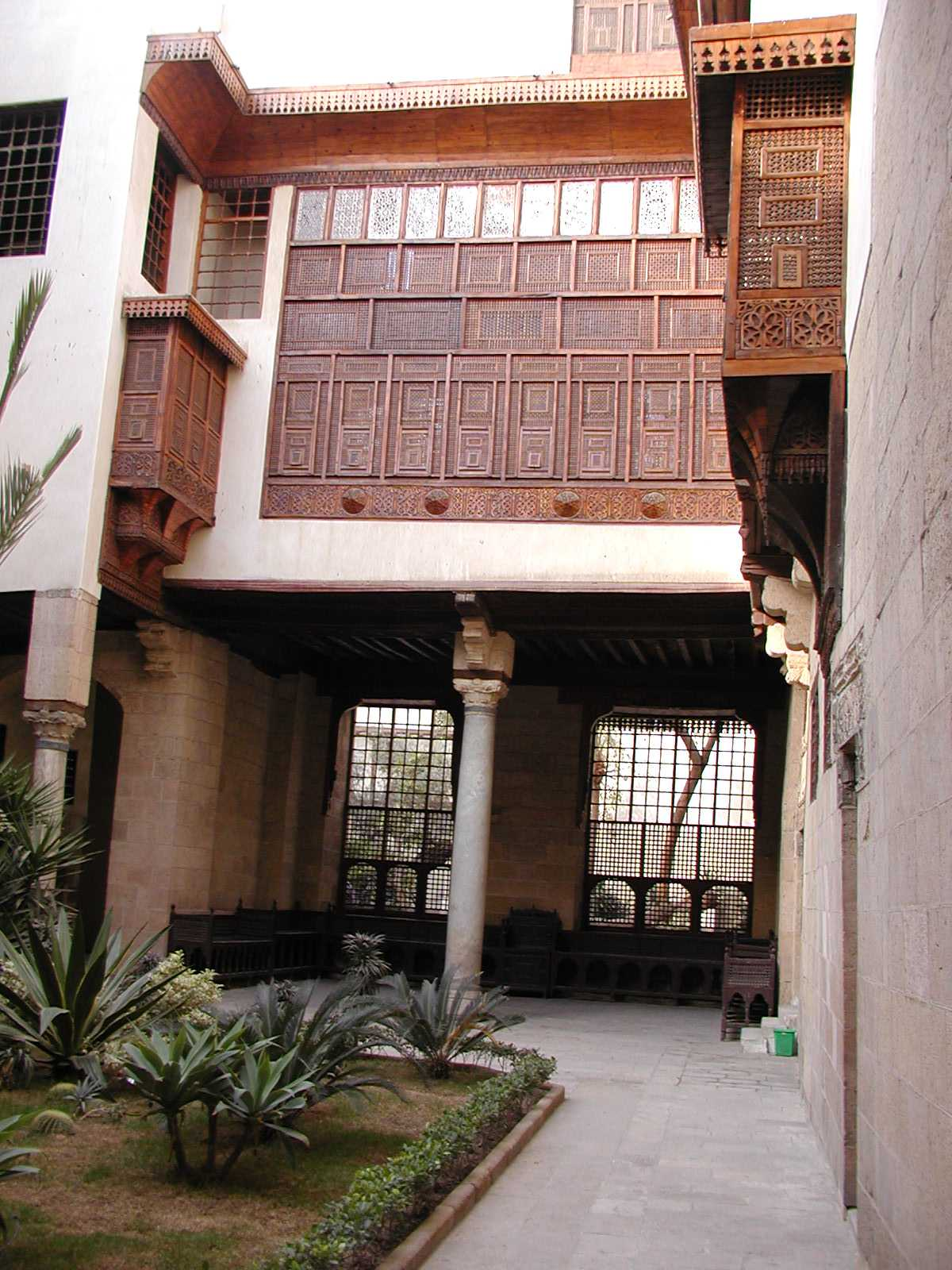
Cour intérieure, Maison es Suhaymi.
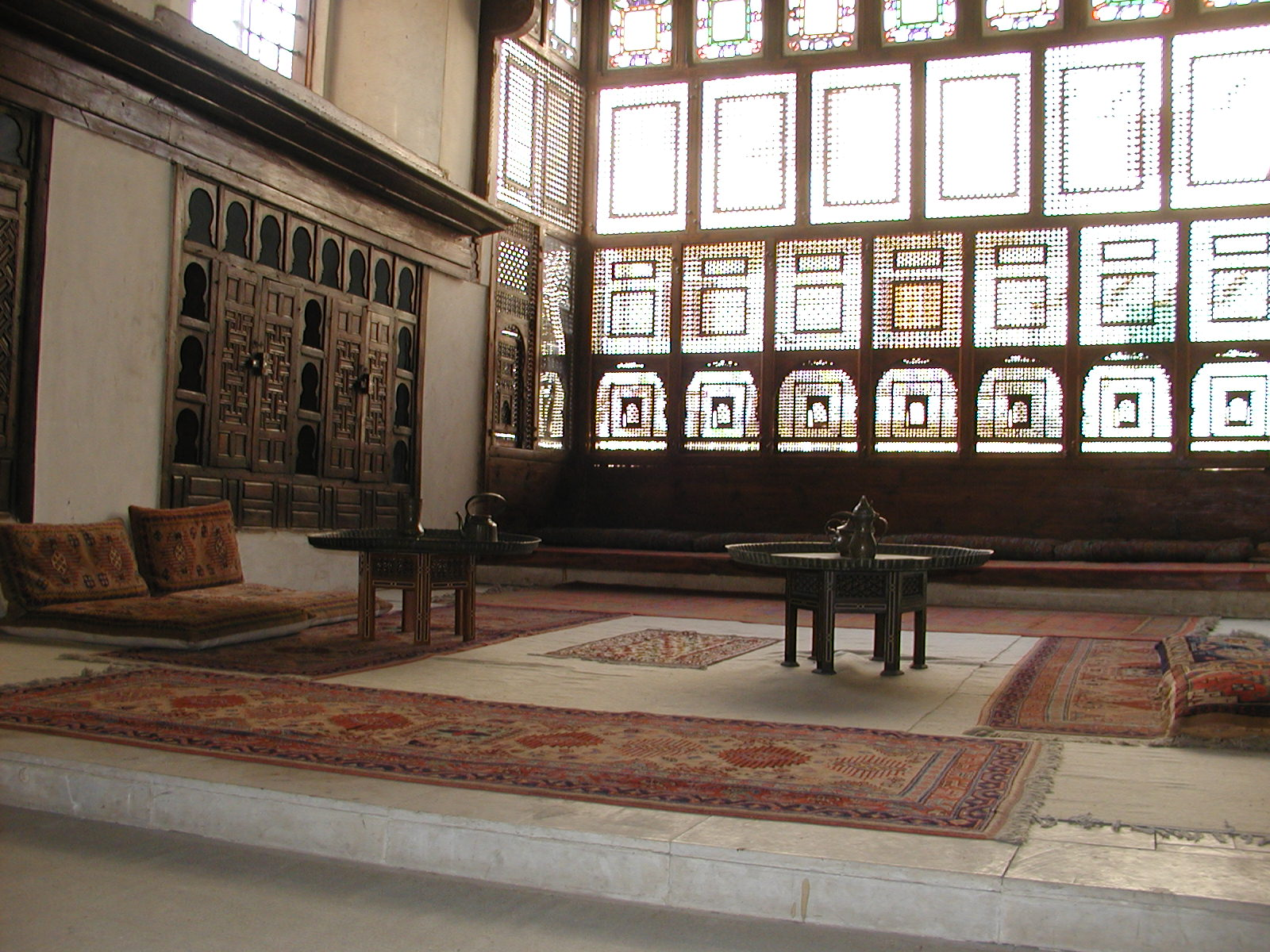
Salle de réception avec une grande moucharabieh.
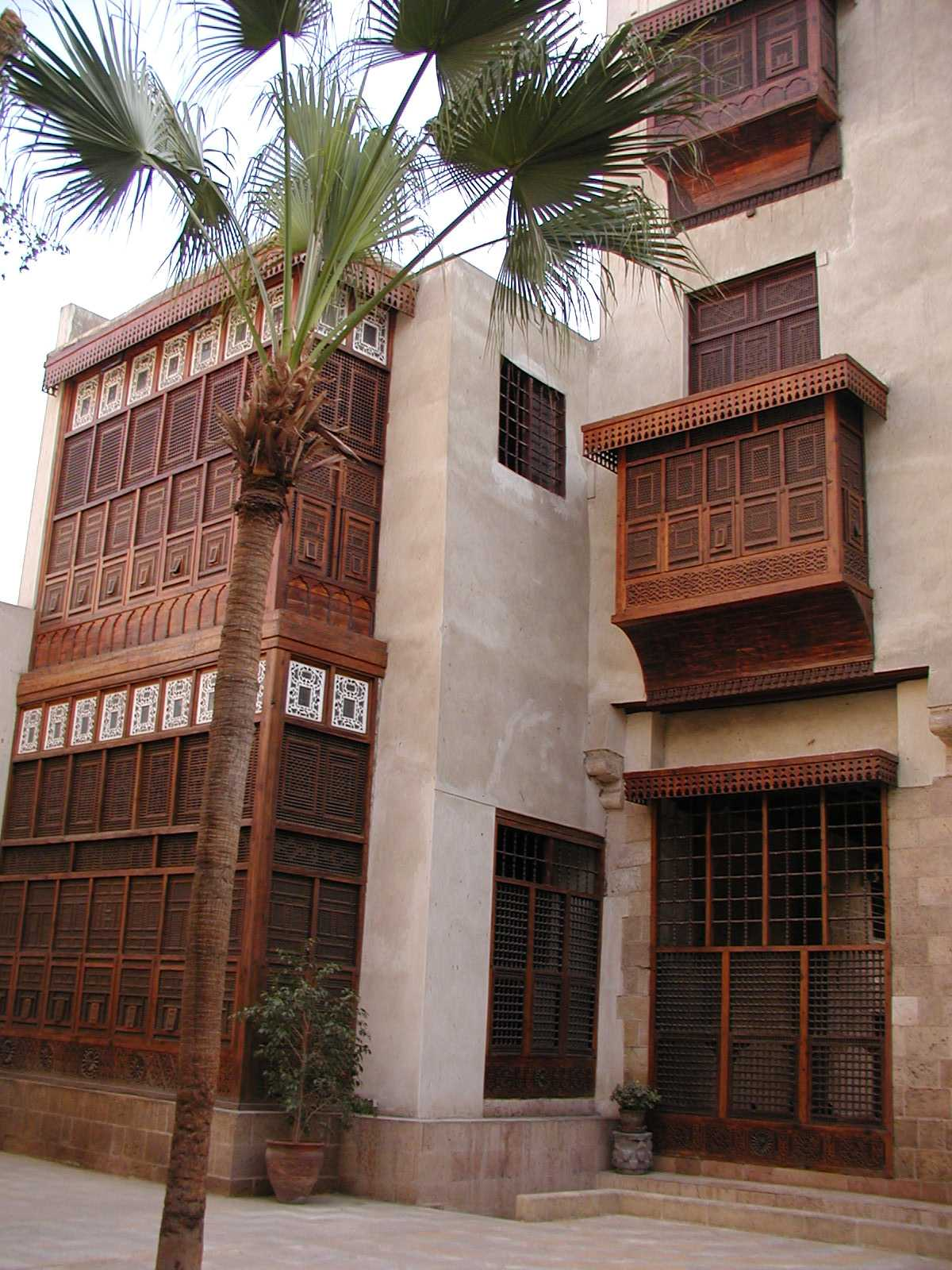
Moucharabieh vues de la cour.
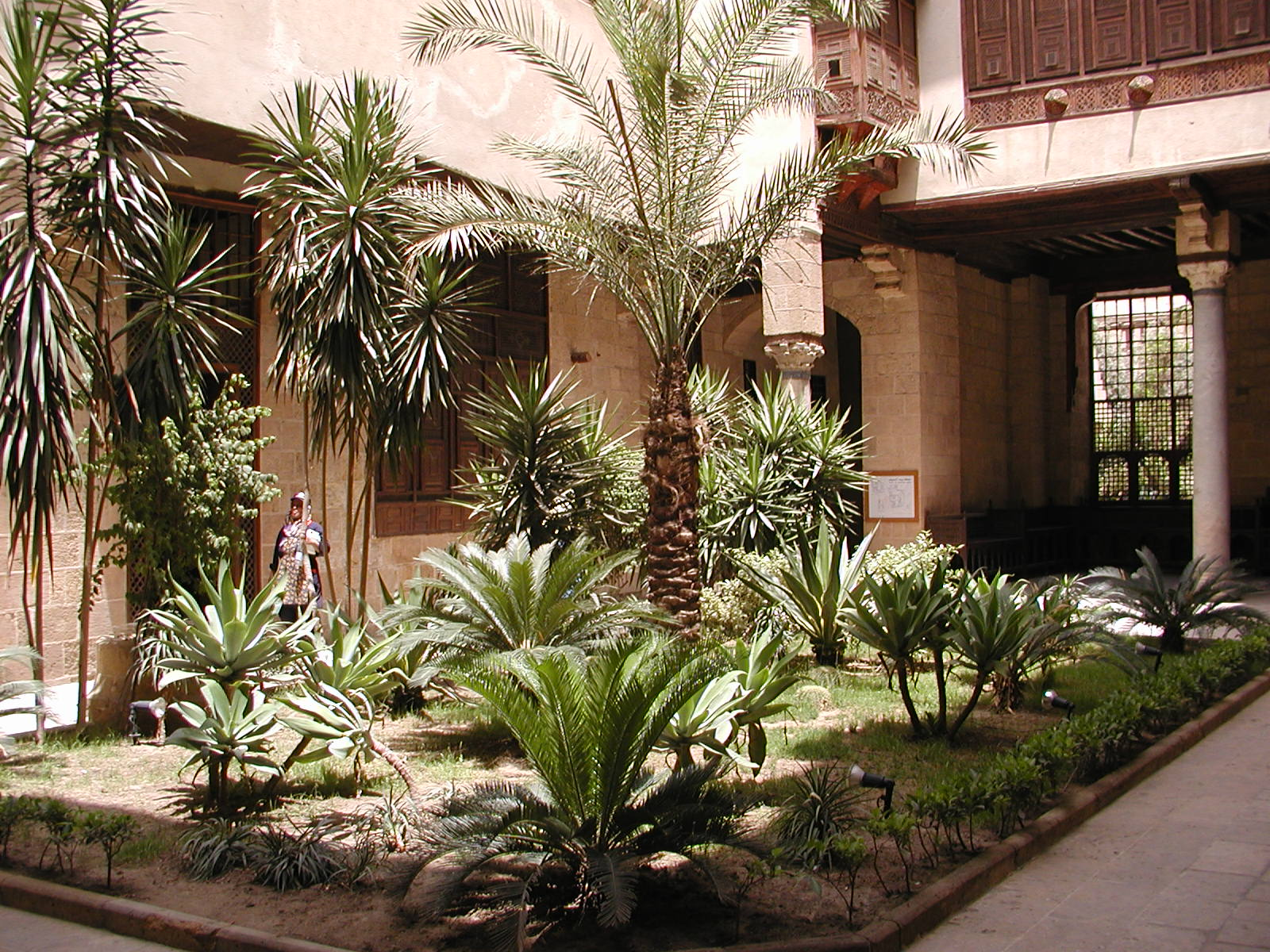
Parterre au milieu de la cour.
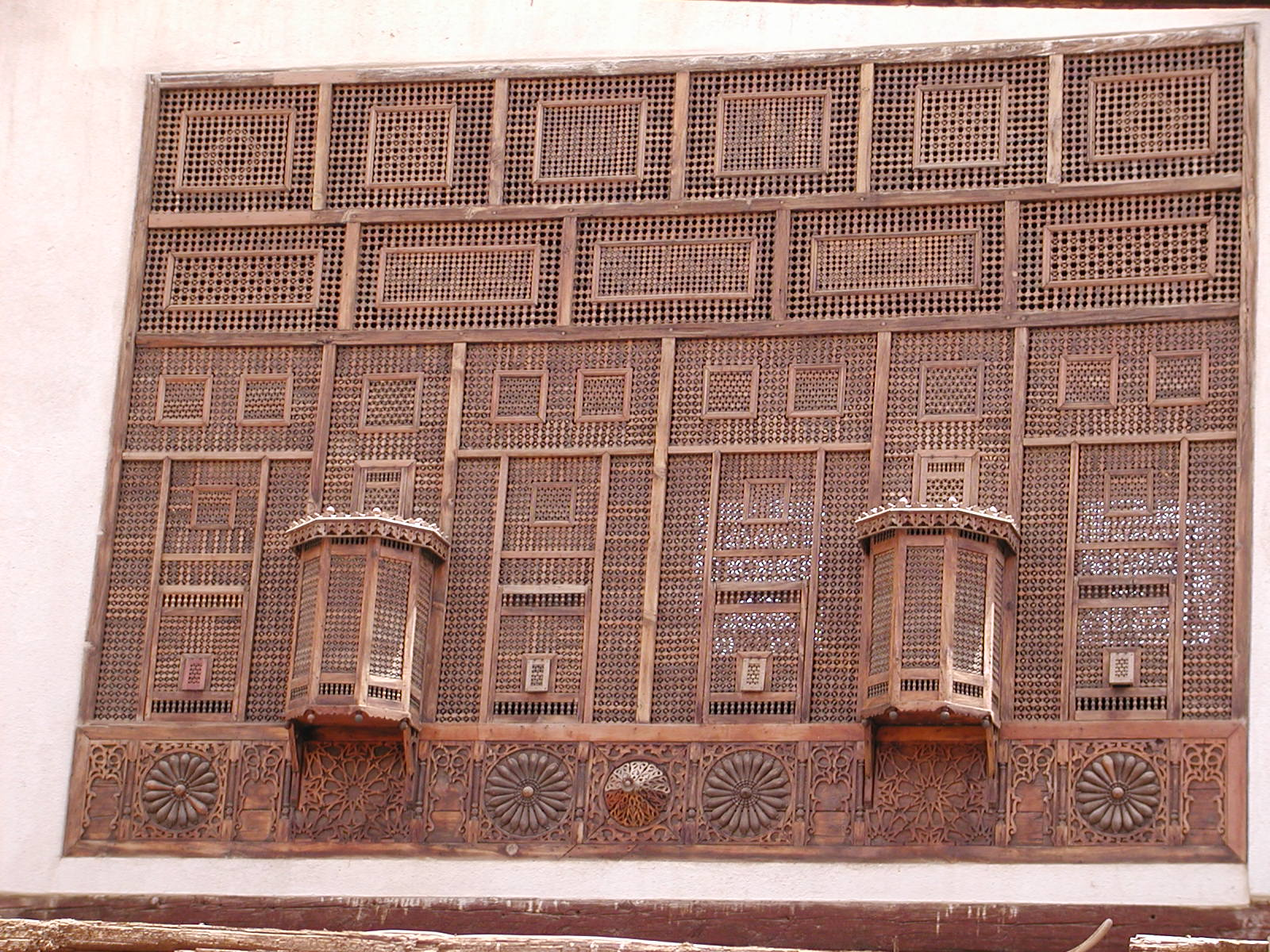
Détails d'une moucharabieh.

## Lieux de culte
Parmi les lieux de culte, il y a principalement des mosquées musulmanes. Il y a aussi des églises et des temples chrétiens :  Église copte orthodoxe, Église catholique copte (Église catholique), Église évangélique copte (Communion mondiale d'Églises réformées).

## Pollution

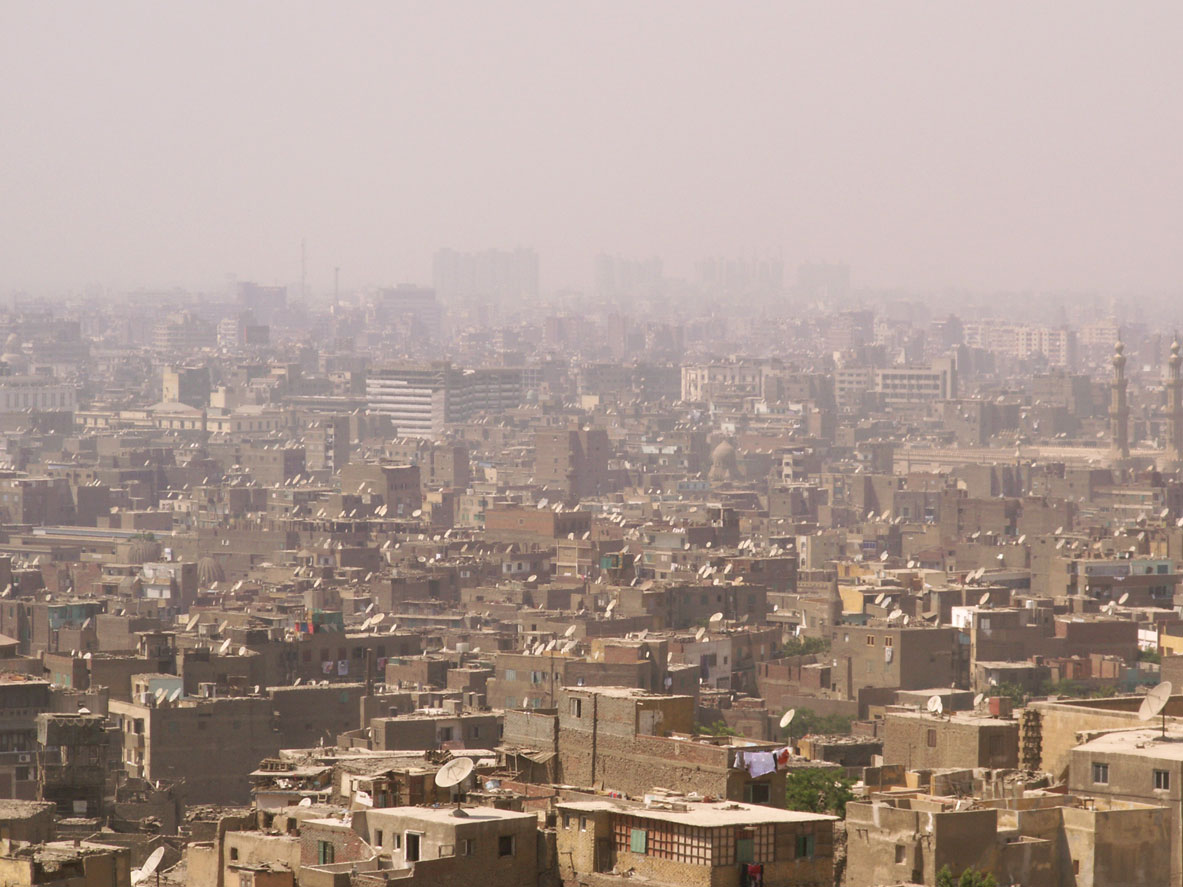
Le smog au Caire (août 2007).

La croissance très rapide de la ville a soulevé un certain nombre de problèmes environnementaux. La pollution atmosphérique y est préoccupante. Les niveaux d'hydrocarbures aromatiques relevés au Caire sont supérieurs à ceux de beaucoup de villes similaires. Des tests concernant la qualité de l'air y ont également enregistré des niveaux dangereux de plomb, de dioxyde de carbone, de dioxyde de soufre et de particules en suspension ; ceci est dû à plusieurs décennies d'absence totale de régulation concernant les émissions polluantes des véhicules, les industries urbaines et les déchets. Selon l'Organisation mondiale de la santé, le niveau de pollution de l'air au Caire est près de douze fois plus élevée que le niveau de sécurité recommandé. Un nuage noir apparaît au-dessus de la ville chaque automne, causant chez les habitants des maladies respiratoires.

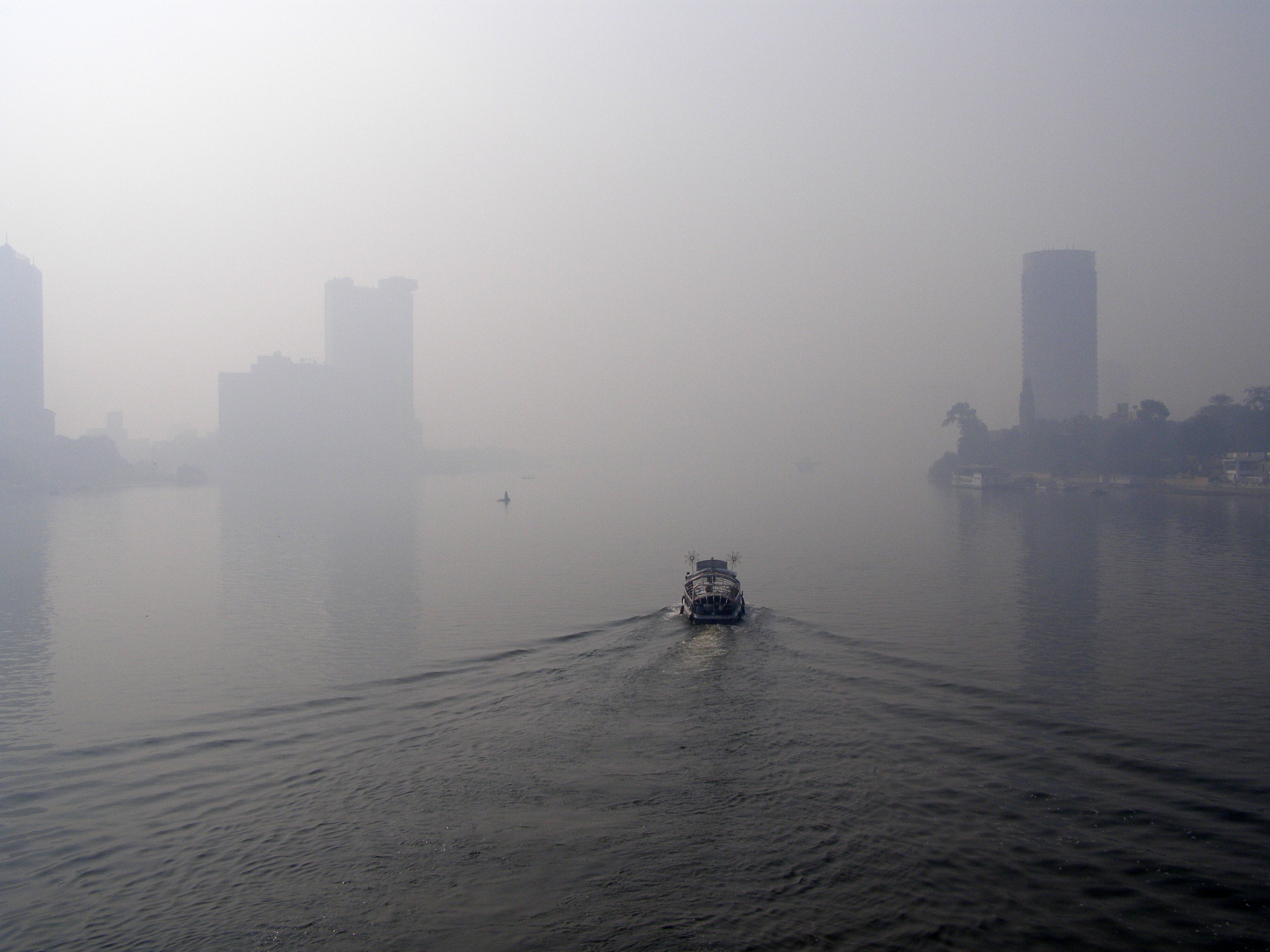
Pollution : le Nil au Caire, vu du pont du 6 Octobre (décembre 2006).

Il y a également de nombreuses fonderies de plomb et de fer qui sont non déclarées, et polluent fortement la ville. En conséquence, on peut voir en permanence un brouillard flotter au-dessus du Caire. Selon des estimations, entre dix mille et vingt-cinq mille Cairotes meurent chaque année à cause de la pollution atmosphérique. En 1995, les premières lois environnementales ont été votées, et la situation a depuis été améliorée.
La ville souffre également d'un niveau élevé de pollution au sol. Chaque année, Le Caire émet dix mille tonnes de déchets, dont quatre mille ne sont ni collectées ni prises en charge. Cela constitue un risque majeur pour la santé, et le gouvernement égyptien recherche donc des moyens pour le combattre.
Enfin, la pollution de l'eau est un problème très important au Caire ; en effet, les égouts sont souvent défaillants et se déversent dans les rues. Un nouveau système de tout à l'égout, développé par l'Union européenne, est censé répondre à ce risque. L'eau municipale est également contaminée par du mercure, ce qui entraîne des risques sanitaires importants.

## Jumelages
Le Caire a signé des traités de coopération avec trente six villes.
- Athènes (Grèce) depuis 1996
- Chennai (Inde)
- Rome (Italie)
- São Paulo (Brésil)
- Séoul (Corée du Sud) depuis 1997
- Stuttgart (Allemagne) depuis 1979
- Tunis (Tunisie) depuis 2000
- Tokyo (Japon)
- Toronto (Canada)
- Washington (États-Unis)
- Stockholm (Suède)
- Hambourg (Allemagne)
- Kairouan (Tunisie) depuis 1976
- Buenos Aires (Argentine)
- Amsterdam (Pays-Bas)
- Beyrouth (Liban) depuis 1998
- Amman (Jordanie) depuis 1988
- Istanbul (Turquie)
- Djeddah (Arabie saoudite)
- Khartoum (Soudan)
- Bagdad (Irak) depuis 1978
- Damas (Syrie)
- Alger (Algérie) depuis 1985
- Lisbonne (Portugal)
- Londres (Royaume-Uni)
- Madrid (Espagne)
- Rabat (Maroc) depuis 1987
- Ankara (Turquie)
- Moscou (Russie)
- Pékin (Chine) depuis 1990
- New York (États-Unis) depuis 1982
- Paris (France) depuis 1992
- Prague (Tchéquie)
- Oran (Algérie)
- Sétif (Algérie)
- Mahdia (Tunisie)

Istanbul, Séoul et Los Angeles sont les seules villes reconnues comme jumelées avec Le Caire, mais la ville a également signé des « traités d'amitié » avec Stuttgart, Paris, Ottawa et Minsk. Les villes restantes ont signé des conventions similaires indiquant des intentions de coopération, d'amitié ou de compréhension avec Le Caire.

## Cairotes célèbres
- René Guénon - métaphysicien franco-egyptien, né en 1886 ;
- Kadria Hussein, princesse royale née au Caire en 1888, femme de lettres et artiste-peintre ;
- Amy Nimr (1898-1974), artiste peintre née au Caire :
- Ahmed Hossam Hussein Abdelhamid (Mido) né en 1983 - Ancien footballeur égyptien ;
- Richard Anthony - chanteur français, né en 1938 ;
- Hala El Badry - journaliste et romancière égyptienne, née en 1954 ;
- Farouk El Baz, né en 1938 - scientifique qui a travaillé pour la NASA ;
- Ashraf Marwan (1944-2007) homme d'affaires et négociant en matériels d'armement ;
- Malak Hifni Nasif - militante féministe et femme de lettres née en 1886 ;
- Salwa Bakr - femme de lettres née en 1949 ;
- Mohamed el-Baradei - directeur général de l'Agence internationale de l'énergie atomique ;
- Boutros Boutros-Ghali (1922-2006), sixième secrétaire général de l'ONU, de janvier 1992 à décembre 1996 ;
- Inas El-Degheidy réalisatrice né en 1953 ;
- Aminah al-Sa'id, journaliste et féministe née en 1914 ;
- Aisha Rateb - femme politique, avocate et ambassadrice égyptienne, née en 1928 ;
- Ratiba El-Hefny - chanteuse lyrique égyptienne née en 1931 ;
- Dalida - chanteuse et actrice française, née le 17 janvier 1933 ;
- Cecil Scott Forester - écrivain britannique, né le 27 août 1899 ;
- Hossam Ghali (1981-), ancien footballeur égyptien qui a joué en particulier à Tottenham;
- Nermine Hammam - artiste égyptienne née en 1967 ;
- Yves Hayat né en 1946, artiste-plasticien français ;
- Salwa Hegazy - femme de lettres et personnalités de la télévision égyptienne ;
- Tarek Heggy - ancien président de la compagnie Shell Égypte, intellectuel et écrivain, lauréat du prix Grinzane Cavour 2008 ; y est né en 1950
- Abla al-Kahlawi (1948-2021), prédicatrice et juriste islamiste ;
- Out-el-Kouloub, romancière francophone ;
- Huda Lutfi (1948), artiste cairote ;
- Naguib Mahfouz (1911-2006), romancier et prix Nobel de littérature en 1988 ;
- Joshua M. Mitchell, né en 1955, professeur à l'université de Georgetown ;
- Sam Nessim, né en 1992 acteur et scénariste ;
- Nabil Naoum - écrivain, né en 1944 ;
- Yara Sallam (née en 1985), avocate, défenseure des droits de la personne humaine ;
- Omar Sharif, (1932-2015) acteur, connu pour (Lawrence d'Arabie) ;
- Mohamed Shawky - joueur du Middlesbrough Football Club ;
- Constantin Xenakis - artiste grec, né en 1931 ;
- Guy Béart, (1930 -2005), chanteur français ;
- Bassem Youssef, né en 1974, médecin et comique ;
- Ahmed Hassan Zewail - chimiste égyptien, prix Nobel de chimie en 1999 ;
- Alaa al-Aswany - écrivain né en 1957 ;
- Hanan El Tawil (1966-2004), chanteuse et actrice égyptienne transgenre :
- Mohammed Abdel Wahab - compositeur né en 1902 et mort en 1991 ;
- Leila Mourad chanteuse et cantatrice, née en 1918 à Al Daher et morte en 1995
- Albert Cossery - écrivain né en 1913 ;
- Nadeen Ashraf , féministe égyptienne née en 1998 ;
- Lotfia ElNadi (1907-200), une des premières aviatrices égyptiennes ;
- Arwa Saleh (1951-1997), écrivaine, féministe et militante politique ;
- Nafisa al-Sayyida (762-824) (VIIIe siècle), mystique musulmane enterrée au Caire.

## Dans la culture populaire
- Dans la troisième partie du manga JoJo's Bizarre Adventure, Stardust Crusaders, Dio (l'antagoniste) se cache au Caire et Jotaro (le héros) accompagné de son grand-père, Joseph Joestar, ainsi que de Mohammed Abdul, et de ses amis Kakyoin et Jean Pierre Polnareff et leur chien, Iggy, entreprennent un voyage depuis le Japon. La bataille finale a donc lieu dans les rues du Caire.

- Le film OSS 117 : Le Caire, nid d'espions réalisé par Michel Hazanavicius, avec Jean Dujardin dans le rôle principal, sorti en 2006, est censé se dérouler au Caire.